# Pontiac Firebird
Cet article concerne la voiture de la marque Pontiac. Pour le championnat automobile Trans-Am, voir Trans-Am Series.
La Pontiac Firebird est un coupé sportif produit entre 1967 et 2002 en quatre générations distinctes. On peut facilement la confondre avec sa jumelle, la Chevrolet Camaro dont la Firebird est directement issue. Leur châssis est de type « F-Body » et certaines pièces sont interchangeables entre les modèles des deux marques.
Les balbutiements de la Firebird remontent à 1954, lorsque General Motors mit au point le dream car GMC XP-21 Firebird I fortement inspiré de l'aviation à réaction alors en pleine explosion. Sorte de petit avion sur roues, il n'y a rien en commun avec la voiture de production de 1967. Même chose pour le concept Firebird II de 1956, bien que plus civilisé.
En 1964, Pontiac prépare un autre prototype, la Banshee. Nom de code du projet : XP-883.
Elle était prévue dans l'optique d'offrir une alternative à la Chevrolet Corvette. D'ailleurs, elle a une certaine ressemblance avec la future Corvette C3. Sur la Banshee, on reconnait les feux arrière ressemblant à ceux de la future Firebird de production, de même que la calandre. John DeLorean, à l'époque à la tête de Pontiac, avait de grands espoirs dans cette voiture qui était alors prête à être produite dans l'intention de concurrencer la Mustang. Malheureusement, General Motors craignait qu'elle puisse également concurrencer la Chevrolet Corvette. Elle était d'ailleurs plus performante (250 kg de moins, plus puissante, etc.). Le développement de la Banshee cessa définitivement en 1966.
Pour Pontiac, il fallait trouver une autre concurrente à la Ford Mustang sur le marché des pony cars puis des muscle cars, et face au succès de la Camaro, GM décida d'utiliser cette dernière comme base à la Firebird au milieu de 1967, soit cinq mois après la Camaro. La Firebird avait un style plus recherché : le capot, la calandre chromée, l'emblème, etc.
La Pontiac Firebird pouvait obtenir de nombreux moteurs (V6 et V8). Puis des niveaux de gamme sont apparus : Firebird, Formula (plus performante) et Trans Am (encore plus performante). Face au succès de la version Trans Am, l'état-major de Pontiac décida de faire de la Trans Am un modèle à part entière, et non plus une simple version musclée de la Firebird.
Peu à peu, les Firebird/Trans Am ont remplacé les Pontiac GTO qui jusqu'alors tenaient le flambeau de la lignée des muscle cars de la marque.
Son modèle de 1982 est particulièrement connu pour avoir été utilisé dans la série télévisée K 2000 (qui sera diffusée aux États-Unis jusqu'en 1986).
La lignée des Pontiac Trans Am s'est arrêtée en 2002.

## Première génération
La voiture sort le 23 février 1967 de l'usine de Lordstown (Ohio) soit six petits mois après la Camaro et presque trois ans après la Mustang. Présentée au public et à la presse, elle sera vendue immédiatement. Tout comme sa cousine de chez Chevrolet, elle bénéficiait de la ligne typique « Coke-Bottle ». Elle en partageait même de nombreuses pièces de carrosserie comme les ailes avant et les portes qui étaient strictement identiques. Cependant, seuls les moteurs Pontiac étaient montés sous le capot

### 1967

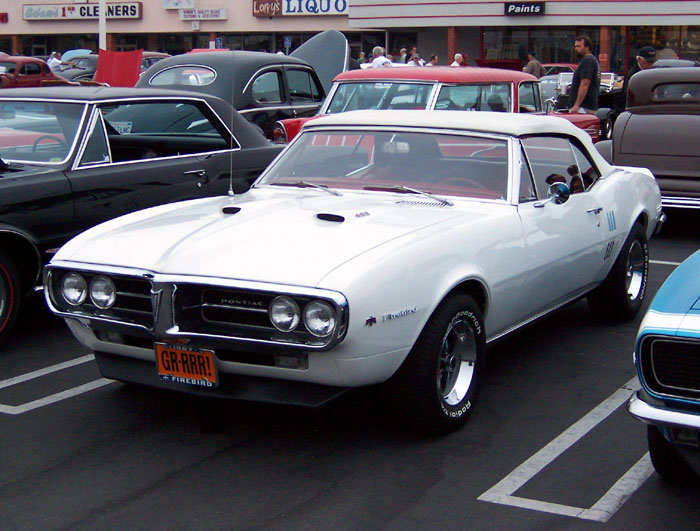
Firebird 400 cabriolet de 1967.

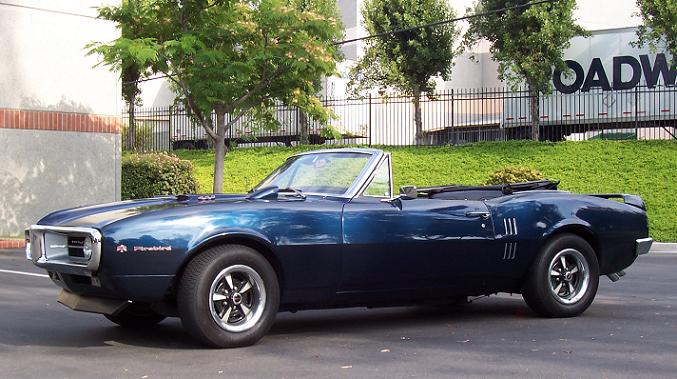
Cabriolet de 1967.

Sur les cinq moteurs proposé dans les Firebird de 1967, celui qui retint l'attention fut le L6 OHC à arbre à cames en tête. Sorti avec la Pontiac Tempest de 1966, il déplaçait 230 ci (3,8 L) tout en développant environ 165 ch à l'aide d'un seul carburateur simple corps. La version « Sprint » pouvait disposer du même moteur mais équipé d'un carburateur quatre-corps et d'un taux de compression plus élevé lui permettant de développer 215 ch. Le L6 OHC pouvait être équipé d'une boîte manuelle trois ou quatre rapports, ou encore d'une boîte automatique deux vitesses de type « Powerglide ». Ce moteur particulier rendait la Firebird de base beaucoup plus sophistiquée que sa cousine de chez Chevrolet.
Cependant, la plupart des acheteurs en 1967 optèrent pour la puissance du V8, l'économie n'étant pas encore un critère. Les V8 Pontiac étaient appréciés, car ils bénéficiaient de performances légèrement supérieures à leurs homologues Chevrolet. Le V8 basique était le 326 ci de 250 ch doté d'un carburateur double-corps. Ce même moteur avait un carburateur quatre corps (4bbl) dans sa version « Hi-Output », lui permettant d'émettre 285 ch. Le haut de la liste se composait du V8 400 ci à carburateur 4-corps de 325 ch, et de son dérivé « Ram Air » qui bénéficiait d'une meilleure arrivée d'air froid grâce aux deux entrées d'air fonctionnelles du capot ce qui augmentait le nombre de tours par minute du moteur. Cette option coûtait tout de même 600 dollars, elle fut très peu demandée. Les V8 avaient les mêmes transmissions que les L6, mais à celles-ci s'ajoutait la boîte automatique « TurboHydramatic » à trois vitesses.
Les moteurs commandés définissaient les différentes versions (OHC, Sprint, 326, 326 HO, 400...). À cela s'ajoutaient les myriades d'options de toutes sortes pour agrémenter la voiture à ses goûts et à ses envies.
Pour l’époque, la Pontiac Firebird 400 avec son option Sprint avait des performances étonnantes ; le 0 à 100 km/h est effectué en 6,5 secondes avec un 400 mètres départ arrêté en 14,3 secondes.
- Firebird OHC : L6 230 ci OHC de 165 ch
- Firebird Sprint : L6 230 ci, carburateur 4-corps, 215 ch
- Firebird 326 : V8 326 ci, carburateur double-corps, 250 ch
- Firebird 326 HO (High-Output) : V8 326 ci, carburateur 4-corps, HO 285 ch
- Firebird 400 : V8 400 ci, carburateur 4-corps, 325 ch
- Firebird 400 Ram Air : V8 400 ci « Ram Air » ou 428 ci 4-corps, 370 ch

### 1968

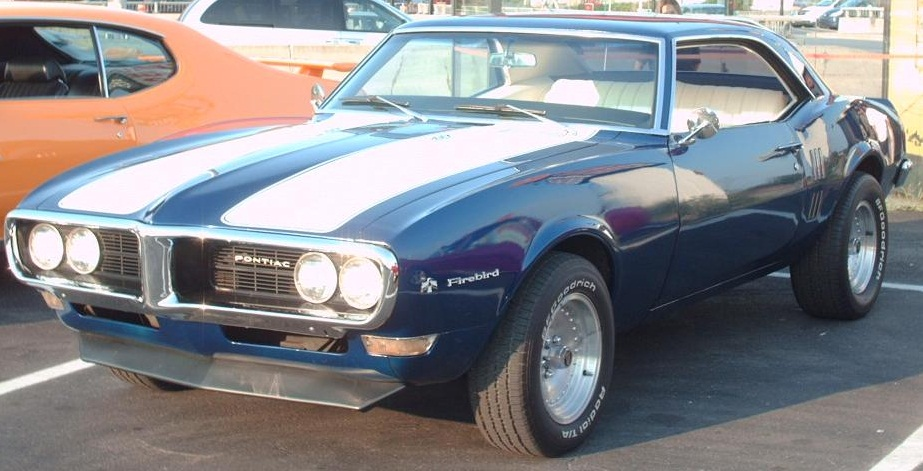
Firebird de 1968. On peut noter les feux latéraux sous la calandre. Cette voiture a subi une série de modifications : les jantes, les pneus larges, les bandes « Racing » et le béquet ne sont pas d'origine.

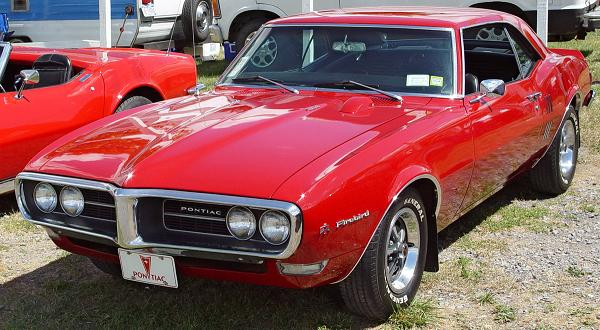

Cette nouvelle année n'apporta que peu de changements esthétiques à la Firebird, si l'on exclut la suppression des demi-fenêtres de portes grâce à l'arrivée du système « Astro Ventilation » et l'ajout de marqueurs latéraux sous le pare-chocs avant comme requis par les lois fédérales. Les choses changèrent un peu plus sous le capot, le six-cylindres reste de même cylindrée (230 ci, soit 3,8 L) mais augmente de 10 ch, passant à 175 chevaux. Le V8 326 ci fut remplacé par le 350 ci toujours produit par Pontiac. Comme son prédécesseur, il pouvait être choisi avec des carburateurs deux ou quatre corps leur permettant de développer respectivement 265 ch et 320 ch. Deux nouvelles versions du V8 400 ci s'ajoutèrent à celles de 1968 : le « Hi-Output » de 335 ch qui remplaça le « Ram Air » mais qui lui était identique et le « Ram Air II » de 340 ch. Le 400 ci de base gagna cinq chevaux. La dernière modification importante concernait l'utilisation de ressort à plusieurs lames à l'arrière.
- Firebird OHC : L6 250 ci OHC 175 ch
- Firebird Sprint : L6 250 ci OHC, carburateur 4-corps, 215 ch
- Firebird 350 : V8 350 ci, carburateur double-corps, 265 ch
- Firebird 350 HO : V8 350 ci, carburateur 4-corps, 320 ch
- Firebird 400 : V8 400 ci, carburateur 4-corps, 330 ch
- Firebird 400 HO : V8 400 ci, carburateur 4-corps, 335 ch
- Firebird 400 Ram Air : V8 400 ci, carburateur 4-corps, « Ram Air » 335 ch
- Firebird 400 Ram Air II : V8 400 ci, carburateur 4-corps, « Ram Air II » 340 ch

### 1969

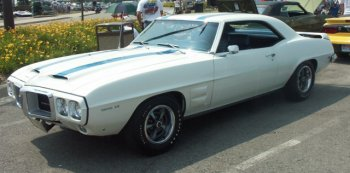
Une rare Firebird Trans Am de 1969 avec ses bandes bleues spécifiques.

Parallèlement à la Camaro, et bien qu'il conservât sa structure, le modèle 1969 reçut un style plus moderne presque intégralement. Les ailes adoptent une jolie nervure au-dessus des arcs de roues. La calandre est réduite en largeur et est séparée des phares, à présent au nombre de quatre. À l'exception du renouvellement de la carrosserie et de l'intérieur, la plupart des éléments de base du modèle 1968 furent gardés. Le V8 350 « Hi-Output » gagna à son tour cinq chevaux pour un total de 325 ch et aux moteurs haut de gamme s'ajoutaient les « Ram Air III » de 340 ch et « Ram Air IV » de 345 ch.
Mais en 1969, l'événement qui marquera à jamais l'histoire de la Firebird est bien sûr, la sortie du modèle Trans Am. Ce n'était pas la puissance qui rendait la Trans Am unique, mais plutôt son look ravageur et sa maniabilité exemplaire. Pour courir dans la course Trans-Am, Pontiac dut équiper ses voitures de V8 303 ci spécialement conçus. Anecdote amusante, Pontiac dut payer 5 dollars à l'organisation de la course pour chaque Trans Am vendue car le nom était déposé. Esthétiquement, la Trans Am se voyait affublée de deux entrées d'air sur le capot (différentes des capots « Ram Air »), d'un aileron sur le coffre, d'extracteurs d'air sur les ailes avant et d'un peinture blanche où étaient collées deux bandes bleues. Avec ses suspensions rabaissées, ses énormes barres anti rapprochement, ses pneus plus larges et les nouveaux moteurs « Ram Air III » et « Ram Air IV », elle était probablement la voiture américaine la plus perfectionnée et la plus performante de son temps. Sortie en mars 1969, seulement 698 Trans Am sortirent des chaînes de production dont huit cabriolets. Ce que l'on ne savait pas encore, c'est que ce nom allait devenir une icône de l'industrie automobile américaine.
- Firebird OHC : L6 250 ci OHC, carburateur 4 corps, 215 ch
- Firebird 350 : V8 350 ci, carburateur double-corps, 265 ch
- Firebird 350 HO : V8 350 ci, carburateur 4 corps, 325 ch
- Firebird 400 : V8 400 ci 330 ch
- Firebird 400 HO Ram Air III : V8 400 ci « Ram Air III » 340 ch
- Firebird 400 HO Ram Air IV : V8 400 ci « Ram Air IV » 345 ch
- Firebird 400 Ram Air : V8 400 ci « Ram Air »

|      | Coupé  | Cabriolet | Trans Am | Cabriolet Trans Am |
| ---- | ------ | --------- | -------- | ------------------ |
| 1967 | 67 032 | 15 528    | N/A      | N/A                |
| 1968 | 90 152 | 16 960    | N/A      | N/A                |
| 1969 | 74 673 | 11 641    | 689      | 8                  |

## Seconde génération
En 1970, à l'instar de la Camaro, la Firebird se voit totalement remodelée mais toutes deux conservent la même architecture (coque à l'arrière et faux châssis à l'avant). La conception générale était partagée avec la Chevrolet Camaro mais contrairement à la génération précédente, la majorité des éléments de carrosserie étaient incompatibles. Les arcs de roues étaient ronds sur la Firebird alors que le coupé de Chevrolet les avaient légèrement carrés sur le dessus. Le pare-chocs était fait d'une pièce en plastique « Endura », la ligne était tellement réussie qu'elle paraissait être fabriquée dans une certaine usine de Modène.
Ce sera la période de production la plus longue de l'histoire de la Firebird. La nouvelle mouture sortit le 26 février 1970, l'année modèle étant déjà bien entamée, elle est souvent nommée familièrement « 1970 1/2 ». Quatre versions sont alors créées. La Trans Am n'est plus une option spéciale, c'est presque une version à part entière. D'ailleurs, on parle souvent de « Pontiac Trans Am » en oubliant que c'est d'abord une Firebird :
- Firebird : version de base, peu d'options disponibles de même pour les moteurs
- Esprit : modèle « luxe », options de confort et améliorations esthétiques par rapport au modèle de base (chromes, intérieur « Deluxe », insonorisation, meilleurs moteurs…). Facilement différentiable grâce au logo « Esprit » monté derrière les vitres latérales jusqu'en 1974 puis en dessous de l'emblème « Firebird » sur les ailes avant à partir de 1975.
- Formula : modèle sportif, reconnaissable grâce à son capot doté de deux entrées d'air. En fibre de verre jusqu'en 1975, il change de design en 1976 et la tôle classique est préférée. Dès lors, seules les entrées d'air sont en plastique. Il change à nouveau en 1977 du fait de la modification de la face avant.
- Trans Am : modèle sportif, doté du fameux « hood scoop » sur le filtre à air et sortant au travers du capot. Il était fonctionnel jusqu'en 1974 (le méplat à l'arrière s'ouvrait lorsqu'on appuyait sur l'accélérateur et laissait passer l'air frais). Les ailes avant ont de petites sorties d'air. Elles étaient les seules à être équipées de jupes d'ailes. Le becquet à l'arrière était standard. Uniquement équipée des moteurs les plus performants, c'est surtout d'elle dont on se souvient dans l'histoire de la Firebird.

La Firebird a survécu au choc pétrolier et à de longues grèves chez Pontiac en 1972. C'est même après cette période difficile qu'elle eut le plus de succès.

### 1970

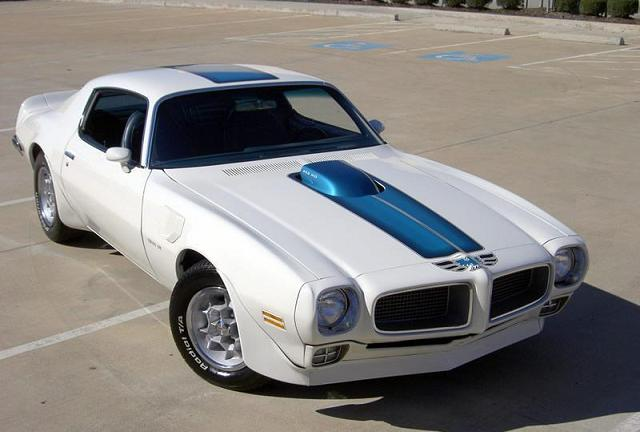
Trans Am 1970

Bien que les trois premiers millésimes de la Firebird de seconde génération paraissent identiques, certains détails diffèrent, en particulier la grille de la calandre. Cette année, elle est composée de petits carreaux. L'unique L6 à arbre à cames en tête Pontiac fut remplacé par le L6 Chevrolet de 250 ci (soit 4,1 L) ne produisant que 155 ch. Pour les Esprit, la configuration de base était le V8 350 ci (5,7 L) à carburateur double-corps Pontiac de 255 ch accouplé à une boîte manuelle à trois vitesses bien que la TH350 automatique à trois vitesses fut l'option préférée. Pour les démarquer de la version de base étaient ajoutées de larges pièces chromées recouvrant les bas de caisse et d'autres plus fines sur les arches de roues ainsi que l'emblème « Esprit » derrière la vitre latérale. Les Formula se différenciaient des Firebird de base grâce aux deux énormes entrées d'air greffées sur toute la longueur du capot.
Tout en haut dans la gamme, la Trans Am se remarquait grâce son « shaker » qui aspirait l'air frais par l'arrière, ses spoilers d'ailes, ses extracteurs sur les ailes avant et son becquet arrière amélioraient l'aérodynamique, en plus d'être esthétiques. Elles n'étaient disponibles qu'en deux couleurs ; blanc Polar White avec une bande bleue sur la longueur, ou bleu Lucerne Blue avec une bande blanche. Cette bande commençait sur le pare-chocs avant avec un petit aigle stylisé, beaucoup plus discret que ceux que nous connaîtrons plus tard. Sous le « shaker » pouvaient se trouver les mêmes V8 400 ci (6,6 L) « Ram Air III » et « Ram Air IV » que l'année précédente, l'un de 335 ch et l'autre de 370 ch. La transmission de base était une manuelle à quatre vitesses. La suspension était améliorée (en fait spécialement conçue par Herb Adams) pour offrir la voiture la plus maniable de l'époque, surpassant même les Corvette. Malgré toutes ses qualités, Pontiac ne réussit à vendre que 3 196 Trans Am en 1970.
- L6 250 ci, carburateur double-corps, 155 ch (L22)
- V8 350 ci, carburateur double-corps, 255 ch (L30)
- V8 400 ci, carburateur 4 corps, 330 ch (L78)
- V8 400 ci, carburateur 4 corps, « Ram Air III » 335 ch (L74)
- V8 400 ci, carburateur 4 corps, « Ram Air IV » 370 ch (LS1)
- V8 400 ci, carburateur 4 corps, « Ram Air V » 500 ch - option concessionnaire

### 1971

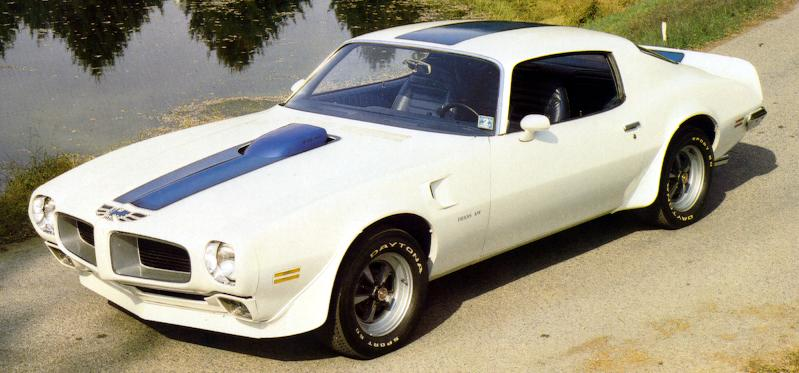
Trans Am 1971

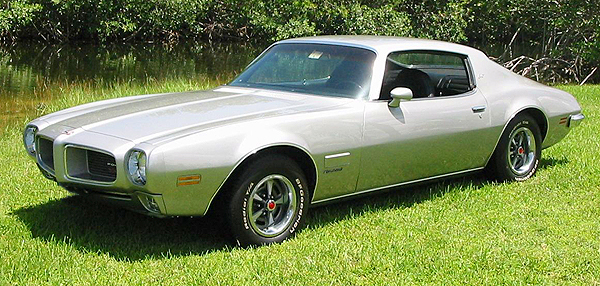
Firebird Esprit de 1971

Les sièges baquets sont modifiés, dotés d'un appui-tête. En 1970, ils sont désormais en une partie. Le reste des changements se situe sous le capot mais ce ne sont pas des améliorations. Au contraire, les nouvelles lois sur les émissions obligent les constructeurs à réduire la puissance de leurs moteurs. La Formula se décline maintenant en trois moteurs, le 350 ci, le 400 ci et le 455 ci (bloc inédit sur cette gamme) soit respectivement 5,7 L, 6,6 L et 7,5 L. La Trans-Am dispose de ce dernier moteur, mais la puissance reste inchangée (335 chevaux). Le V8 de 350 ci de l'Esprit perd quant à lui cinq chevaux.
Les ventes furent faibles, à peine supérieures à celles de l'année précédente. Il ne se vendit que 2 116 Trans Am. Face à ces chiffres, General Motors menaça d'arrêter la production dès 1972. Les Firebird de 1971 ont des extracteurs d'air factices sur le bas des ailes avant, une caractéristique unique présente sur tous les modèles sauf la Trans Am.
- L6 250 ci, carburateur double-corps, 145 ch (L22)
- V8 350 ci, carburateur double-corps, 250 ch (L30)
- V8 400 ci, carburateur double-corps, 265 ch (L65)
- V8 400 ci, carburateur 4 corps, 300 ch (L78)
- V8 455 ci, carburateur 4 corps, HO 335 ch (LS5)

### 1972

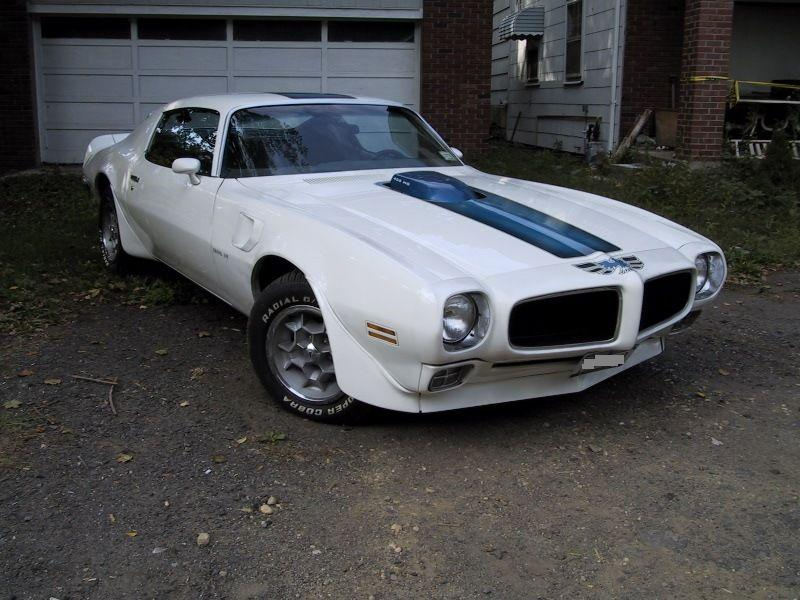

Année terrible chez Pontiac à cause des grèves salariales qui durèrent pendant 174 jours dans l'usine de production de la Firebird. C'est la raison pour laquelle il y eut si peu de Firebird de 1972. Les actionnaires de Pontiac pensèrent même en arrêter la production.
Du fait des normes antipollution toujours de plus en plus strictes, mais avant tout du changement dans le calcul de la puissance, les moteurs perdirent un bon nombre de leurs chevaux, sur le papier tout du moins.
Ce millésime se différencie facilement des deux précédents par ses grilles en forme de nid d'abeilles.
- D - L6 250 ci de 110 ch (L22)
- M - V8 350 ci, carburateur double-corps, 150 ch (L30)
- N - V8 350 ci, carburateur double-corps, 175 ch (L30) - Échappement double
- R - V8 400 ci, carburateur double-corps, 175 ch (L65)
- P - V8 400 ci, carburateur double-corps, 190 ch (L65) - Échappement double
- T - V8 400 ci, carburateur 4 corps, 250 ch (L78)
- X - V8 455 ci, carburateur 4 corps, HO 300 ch (LS5)

### 1973

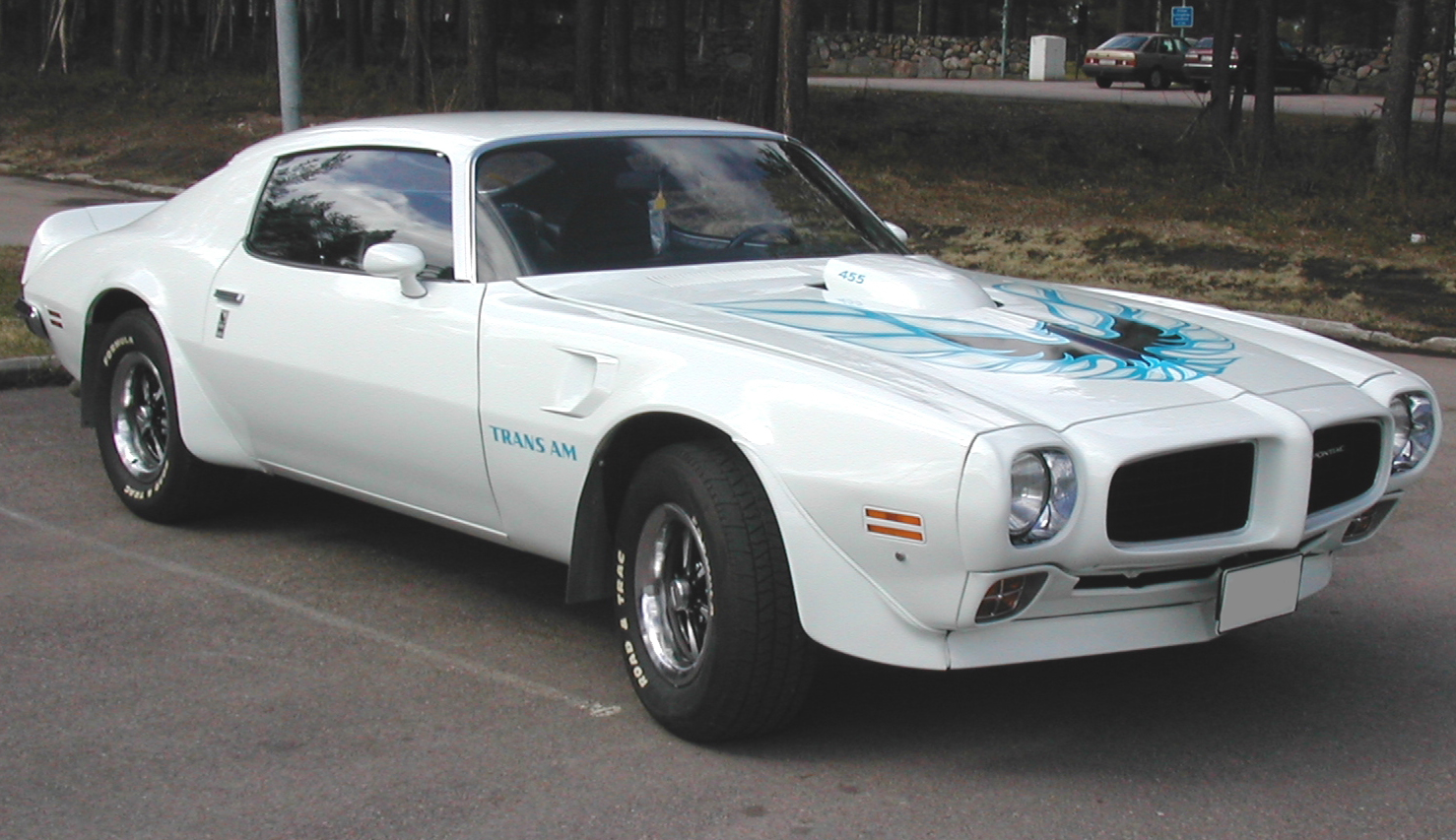
Firebird Trans Am 455 « Cameo White » de 1973.

Cette année, les grilles du pare-chocs sont composées de grand carreaux rectangulaires plutôt que du schéma en nid d'abeille étiré. Le pare-chocs reçut un renfort interne à cause des nouvelles lois demandant une meilleure absorption en cas de choc à faible vitesse.
C'est aussi le départ du premier choc pétrolier et les moteurs continuent à baisser en puissance.
La production de la Firebird continua tout de même, mais deux modifications allaient la relancer. Tout d'abord, le petit aigle qui était sur le pare-chocs des Trans Am depuis 1970 est transposé sur le capot mais en très grand format, il en couvrait presque toute la surface. Il sera appelé familièrement « Screamin' Chicken », ou « poulet hurlant ». Ensuite vient une deuxième version du V8 455 ci, le SD-455 « Super Duty » dont les performances étaient exceptionnelles en ces années de restrictions. Chose surprenante au moment où l'ère glorieuse des Muscle Cars commence à s'éteindre. Les SD-455 disposaient d'un bloc-moteur renforcé à quatre boulons avec un arbre à cames spécifique, des pistons en aluminium forgés, des bielles forgées, des soupapes agrandies et en bonus l'inscription « SD-455 » collée sur le « shaker », le tout pour ne développer « que » 310 ch officiellement, qui se rapprocherait de 370 ch en réalité selon de nombreux spécialistes. Seules 252 Trans Am de ce type furent commandées. Ce moteur était également disponible sur les Formula, les rares modèles équipés de ce moteur n'avaient pas l'habituel capot à deux entrées d'air mais un capot de Trans Am à cause d'un souci d'homologation et ne furent produites qu'à 43 exemplaires.

### 1974

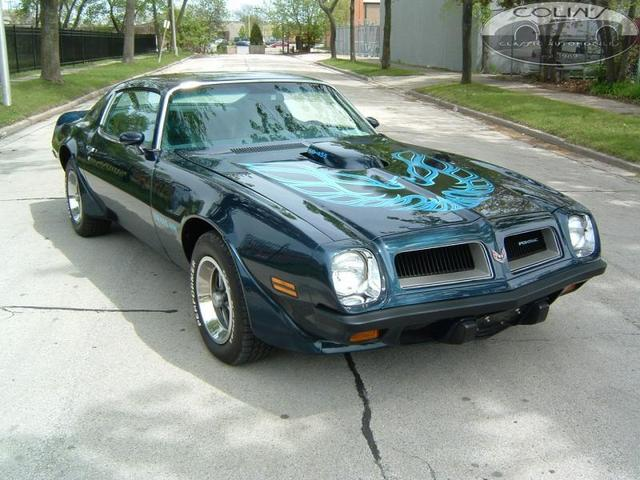

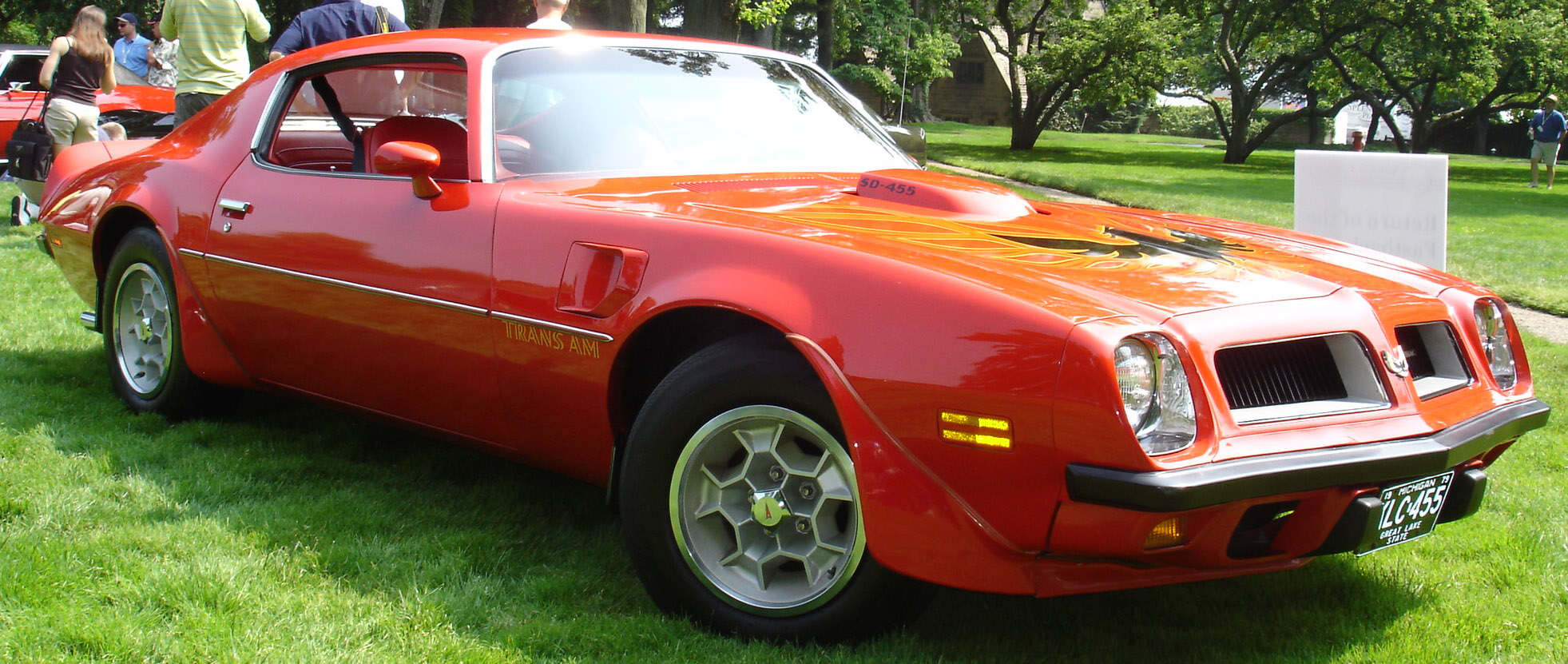
Firebird Trans Am SD455 couleur « Buccaneer Red » de 1974. Le pare-chocs est visiblement moins élégant que celui des années précédentes. Notez les jantes « Honeycombs » apparues deux ans plus tôt.

À cause des nouvelles règlementations sur les pare-chocs, l'avant et l'arrière sont complètement modifiés. Les voitures neuves devaient, dès 1973, être capable de subir un choc à 5 miles à l'heure (8 km/h) sans que la coque ni les passagers ne subissent de dommage. L'ensemble du pare-chocs est en deux parties, celle du dessus comprend la calandre d'une forme similaire à celle des années précédentes mais profilée et plus fine. Un élément intermédiaire en caoutchouc noir fait office de pare choc sur toute la largeur de la voiture. La partie du dessous est purement esthétique, mais est dotée des clignotants de chaque côté incrustés dans leurs logements et par-dessus la prise d'air centrale viennent s'ajouter deux autres pièces en gomme. Même chose à l'arrière, où le pare-chocs chromé a disparu laissant la place à une longue bande en caoutchouc. Les feux arrière sont élargis et perdent leurs contours chromés (ils resteront ainsi jusqu'en 1978). La plaque d'immatriculation est déplacée entre les deux feux, où se situait l'inscription « Pontiac » auparavant. La puissance des moteurs fut encore changée, le V8 350 ci, carburateur 4 corps, passant à 155 ch et le SD-455 à 290 ch bien qu'il n'y ait pas eu de chute de performance notable. Les ventes commençaient à augmenter doucement, le cap des 10 000 Trans Am sera dépassé et 953 SD-455 sortirent des chaînes. À cela s'ajoutent seulement 57 Formula SD-455. Malheureusement, ce sera la dernière année d'utilisation du « Super Duty »… mettant un terme définitif à la glorieuse période des Muscle Cars.
- D - L6 250 ci de 100 ch (L22)
- M - V8 350 ci, carburateur double-corps, 120 ch (L30)
- N - V8 350 ci, carburateur double-corps, 150 ch (L30) - Échappement double
- R - V8 400 ci, carburateur double-corps, 175 ch (L65)
- P - V8 400 ci, carburateur double-corps, 190 ch (L65) - Échappement double
- T - V8 400 ci, carburateur 4 corps, 215 ch (L78) - double ligne d'échappement
- X - V8 455 ci, carburateur 4 corps, « Super Duty » 290 ch (LS2)
- Y - V8 455 ci, carburateur 4 corps, 250 ch (LS5)

### 1975

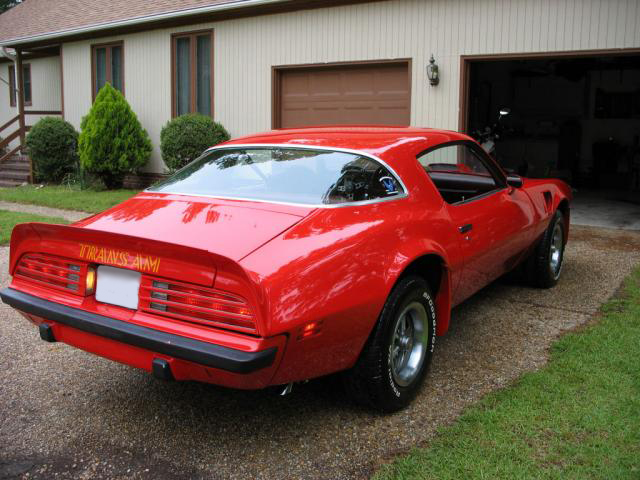
Firebird Trans Am couleur « Buccaneer Red » de 1975.

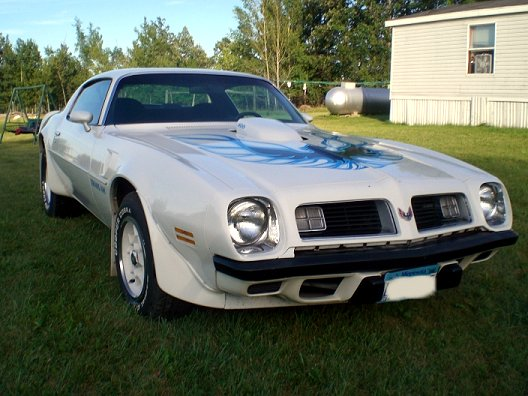

À l'instar des Chevrolet Camaro, les Firebird, conçues sur la même base, subirent une modification esthétique significative à savoir un agrandissement latéral de la lunette arrière. De même, les feux de position/clignotants furent déplacés aux bords extérieurs des grilles de la calandre laissant les emplacements prévus vides. Des caches noirs furent ajoutés pour combler ces deux trous. Ainsi, il est facile de différencier les Firebird de 1974 de celles de 1975.
Le bloc moteur 400 Pontiac fut légèrement revu, avant tout pour l'alléger.
Pontiac annonça l'arrêt du V8 455 ci (7,5 L), énorme déception pour les irréductibles des grosses cylindrées. La presse fut du même avis et n'apprécia guère ce choix. La boîte automatique quatre rapports destinée aux moteurs les plus puissants fut aussi supprimée, probablement à cause de l'encombrement du catalyseur nouvellement requis. Heureusement, Pontiac succomba à la pression en milieu d'année-modèle et sortit en nombre limité des Trans Am équipées du V8 455 ci Hi-Output. En fait, il s'agissait du même moteur que celui des break Bonneville de seulement 200 ch. Le moteur était signalé par un autocollant « 455 » sur le shaker et la double ligne d'échappement se terminait par des embouts chromés doublés. Le 455 HO n'était accouplé qu'à une boîte manuelle à quatre rapports. Un coup purement marketing, mais il ne s'en vendit que 857.
Le moteur de base des Esprit était désormais le six-cylindres en ligne Chevrolet. La puissance de tous les moteurs fut abaissée à cause du catalyseur.
- D - L6 250 ci, carburateur double-corps, 105 ch (L22)
- E - V8 350 ci, carburateur 4 corps, 175 ch (L76)
- M - V8 350 ci, carburateur double-corps, 155 ch (L30)
- S - V8 400 ci, carburateur 4 corps, 185 ch (L78)
- W - V8 455 ci, carburateur 4 corps, 200 ch (L75)

### 1976

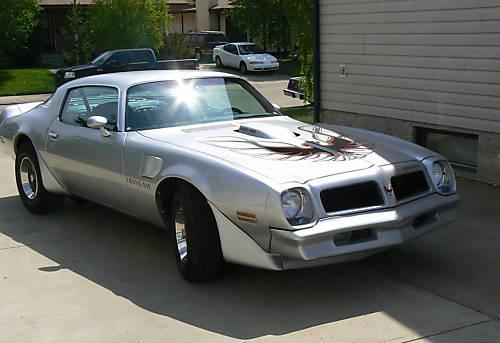

Les pare-chocs avant et arrière sont à nouveau revisités, la partie supérieure en fibre de verre à l'avant est conservée mais la partie inférieure est remplacée par un pare-chocs totalement en plastique, plus anguleux. Les feux de position/clignotants sont déplacés vers le bas, cette fois ci aux extrémités des deux entrées d'air. Le style du pare-chocs avant est copié à l'arrière. Le capot des Formula n'est plus en fibre, mais il est plus profilé et les ouïes factices commencent vers le milieu du capot. Il est spécifique à 1976. Pour donner une nouvelle particularité à la Formula, une option décorative pouvait être ajoutée (RPO W50), elle comprenait des bas de caisse noirs surlignés par une bande de couleur, les arrivées d'air du capot étaient noires, de même pour l'intérieur des grilles du pare-chocs. Le V8 400 ci est le même que celui de 1975. Ce sera la dernière année pour le 455 ci HO de l'année précédente qui resta lui aussi inchangé. C'est la dernière année du fameux six-cylindres en ligne de 250 ci (4,1 L) après neuf ans de bons et loyaux services.
Pour honorer le cinquantenaire de la marque, Pontiac crée la 50th Anniversary Limited Edition, qui se vendra à 2 590 exemplaires. Elle se différenciait par sa robe noir, ses décorations dorées, composées de liserés accentuant les angles de la carrosserie, de l'aigle de capot, d'inscriptions « Trans Am » en lettres gothiques, des jantes Honeycombs dorées, de la partie métallique du volant et du fond du tableau de bord dorés. C'est aussi sur cette Trans Am que furent introduits les premiers T-Tops, 643 d'entre elles en étaient équipées. Ils étaient produits et montés par l'usine Hurst après la fabrication de la voiture, et parcouraient environ le tiers du toit sur la largeur. Ils étaient montés par un sous-traitant. Les ventes dépassèrent les 100 000 exemplaires pour la première fois.
- D - L6 250 ci, carburateur double-corps, 100 ch (L22)
- M - V8 350 ci, carburateur double-corps, 155 ch (L30)
- P - V8 350 ci, carburateur 4 corps, 165 ch (L76)
- S - V8 400 ci, carburateur 4 corps, 185 ch (L78)
- W - V8 455 ci HO, carburateur 4 corps, 200 ch (L75)

### 1977

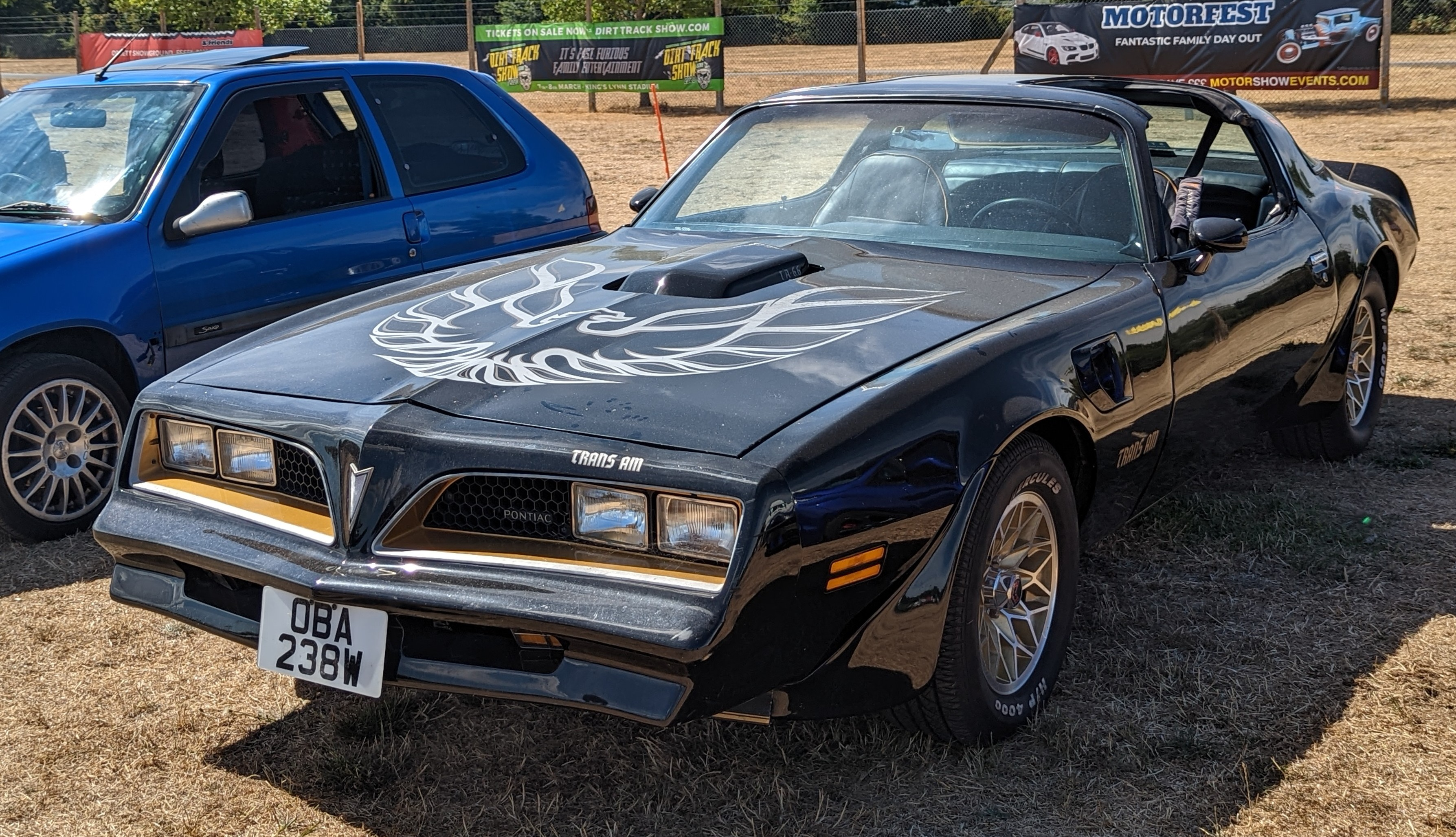
Pontiac Firebird Trans Am 1977

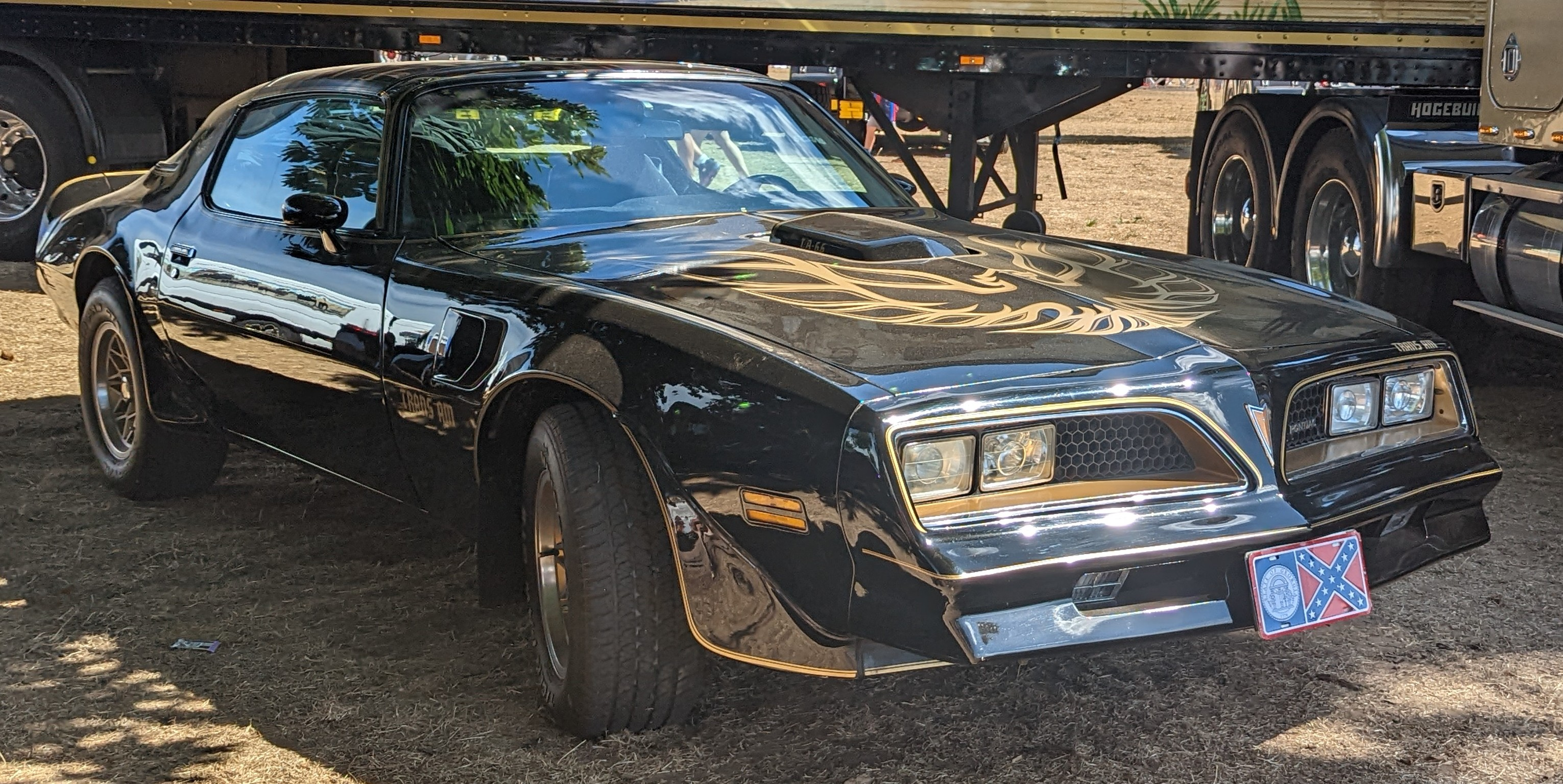
Pontiac Firebird Trans Am 1977

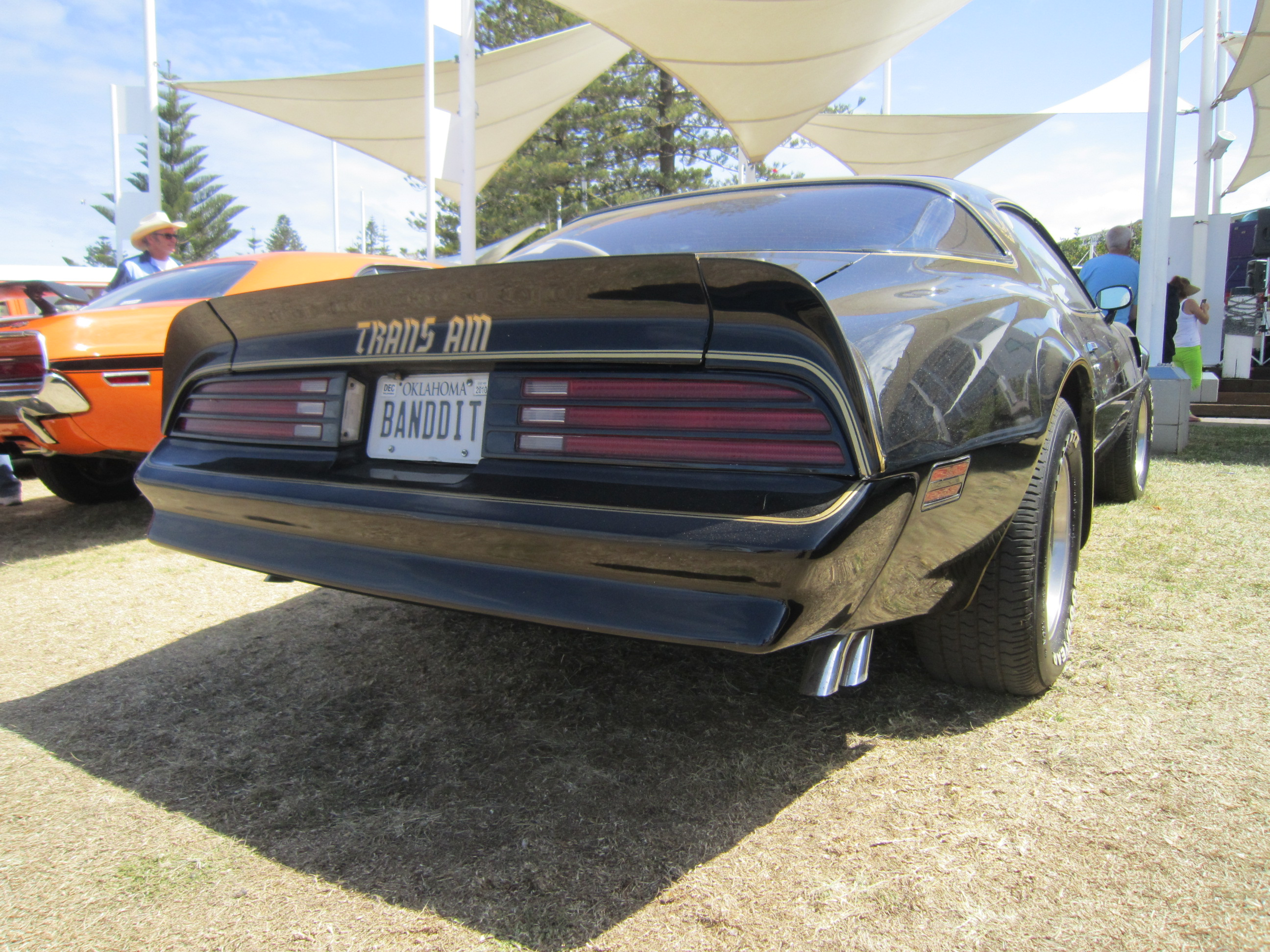
Pontiac Firebird Trans Am 1977 (arrière)

La face avant est à nouveau remodelée mais les pare-chocs de 1976 sont conservés. Le capot devient plat pour suivre le nouvel avant. Les phares sont remplacés par des modèles carrés très en vogue et se divisent en quatre, le tout encadré de grilles d'aération en nid d'abeilles. Les jantes Honeycombs sont remplacées par les Snowflakes (RPO N90) entièrement en aluminium. Le six cylindres de base est remplacé par un moteur V6 d'origine Buick de 231 ci (3,8 L) et développant 105 chevaux (RPO LD5). Le bloc 455 ci (7,5 L) est enlevé du catalogue. Il laisse place au V8 403 ci de chez Oldsmobile (RPO L80), il développe une puissance de 185 chevaux, monté avant tout pour la Californie car le seul respectant les normes très strictes de l'État. Le V8 350 ci (5,7 L) est supprimé et remplacé par un tout nouveau moteur Pontiac, le V8 301 ci (5,0 L) développant 135 chevaux. Enfin le moteur V8 400 ci Pontiac (6,6 L) de la Trans Am développe 180 chevaux, ou 200 ch si l'acheteur choisissait le pack performance W72.
Plusieurs versions spéciales apparaissent : tout d'abord la Skybird (RPO W60), une Esprit dotée d'une peinture bleue unique orientée pour la clientèle féminine ainsi que la fameuse Spécial Edition (RPO Y81 sans T-Tops et Y82 avec T-Tops) en noir et liserés dorés, qui est essentiellement une réédition de la 50th Anniversary de 1976.
Le film Cours après moi shérif (Smokey & The Bandit) rend la Trans Am mythique. Ce n'est plus seulement une voiture de sport, c'est une star de cinéma. Dès lors, les ventes exploseront.
- C - V6 231 ci, carburateur double-corps, 105 ch (LD5)
- Y - V8 301 ci, carburateur double-corps, 135 ch (L27)
- U - V8 305 ci, carburateur double-corps, 145 ch (LG3) - Californie uniquement
- L - V8 350 ci, carburateur 4 corps, 155 ch (LM1) - Chevrolet, Haute Altitude uniquement
- P - V8 350 ci, carburateur 4 corps, 170 ch (L76)
- R - V8 350 ci, carburateur 4 corps, 170 ch (L34) - Oldsmobile, Californie uniquement
- Z - V8 400 ci, carburateur 4 corps, 180 ch (L78) - 200 ch avec le Performance Package W72
- K - V8 403 ci, carburateur 4 corps, 185 ch (L80)

### 1978

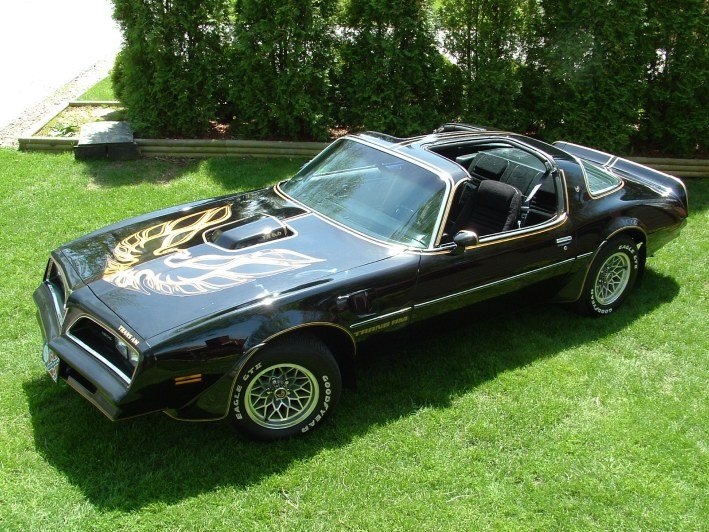
Firebird Trans Am « Black & Gold » de 1978.

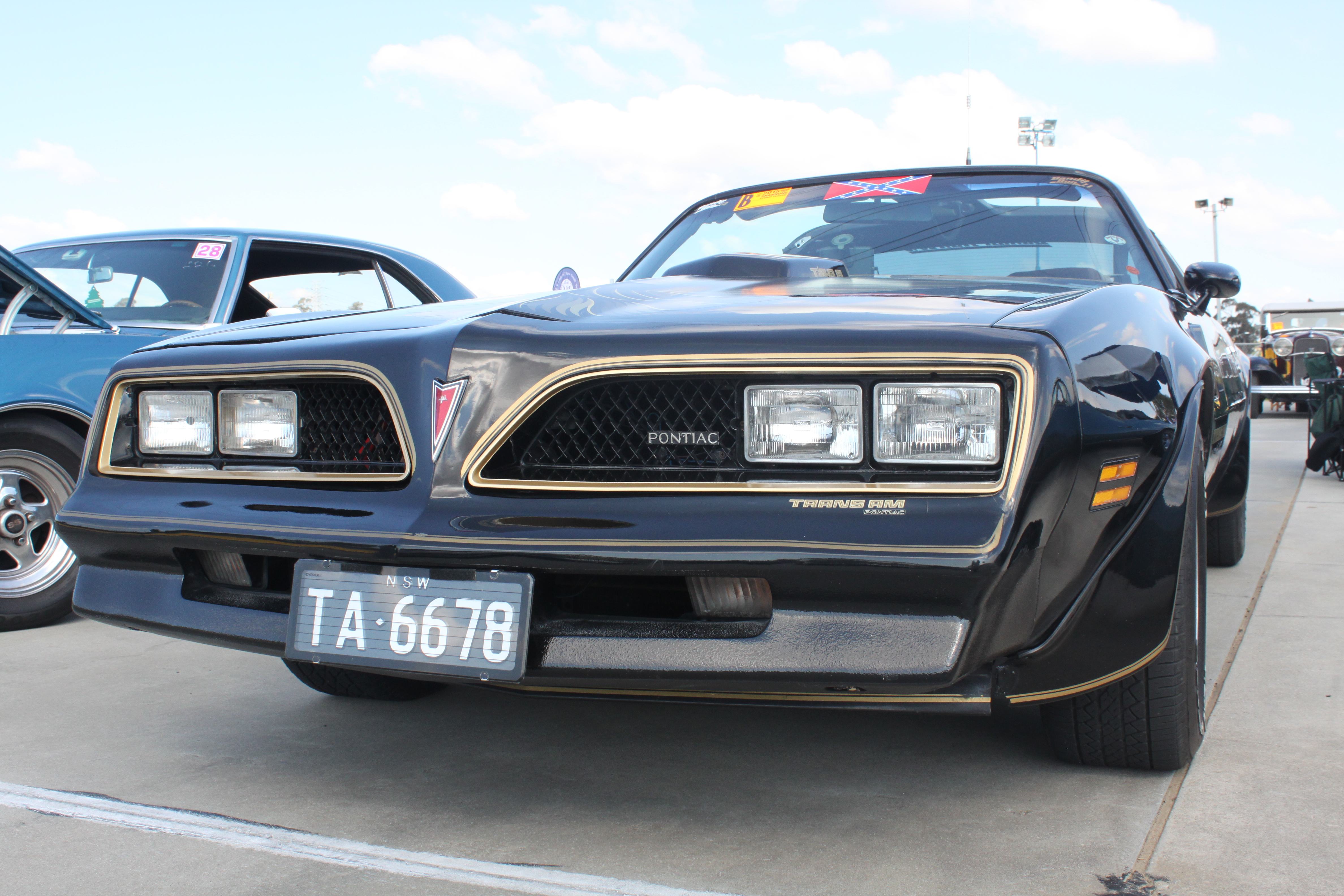
Firebird Trans Am « Black & Gold » de 1978.

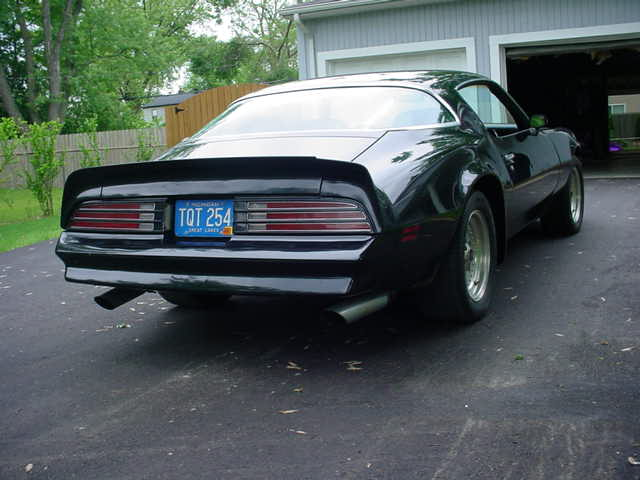
Firebird Trans Am 1978

Une des arrivées majeures de 1978 est l'apparition du groupe d'options WS6, réunissant des suspensions et une direction améliorée grâce à des barres stabilisatrices avant et arrière de gros diamètre, et d'un boitier de direction au ratio plus court, ainsi que des jantes Snowflakes de huit pouces de large. Le tout uniquement disponible sur la Trans Am. Les grilles d'aération sont changées en losange plutôt qu'en nid d'abeille.
Une nouvelle édition spéciale entièrement dorée est créée (RPO Y88). Elle bénéficie du même traitement que les Black & Gold, mais la couleur de fond utilisée est le doré « Solar Gold ». L'aigle de capot préfigure celui qui sera utilisé de 1979 à 1981.
La Firebird Esprit Skybird laisse sa place en cours d'année à la nouvelle Redbird (RPO W68), sur le même thème mais de couleur rouge vif avec des bas de caisse plus foncé. Des liserés dorés repris des Black & Gold étaient apportés sur les arêtes de la carrosserie. À l'intérieur, cette édition recevait le fond de compteur en aluminium bouchonné des Trans Am, mais de couleur dorée. Même chose pour la console de boîte automatique.
Également en cours d'année, les T-Tops Hurst sont remplacés par les modèles plus large, mieux conçus et directement montés à l'usine Fisher où étaient assemblées les carrosseries. Ainsi l'intégrité de la rigidité de la caisse n'étaient pas compromises.
La production du 400 Pontiac s'arrête en cours d'année. Les 400 prévus pour l'année suivante étant une production limitée du bloc d'avant 1975, plus solide.
- À - V6 231 ci, carburateur double-corps, 105 ch (LD5)
- U - V8 305 ci, carburateur double-corps, 145 ch (LG3) - Californie uniquement
- L - V8 350 ci, carburateur 4 corps, 155 ch (LM1) - Haute Altitude uniquement
- Z - V8 400 ci, carburateur 4 corps, 200 ch (L78) - 220 ch avec le Performance Package W72
- K - V8 403 ci, carburateur 4 corps, 185 ch (L80)

### 1979

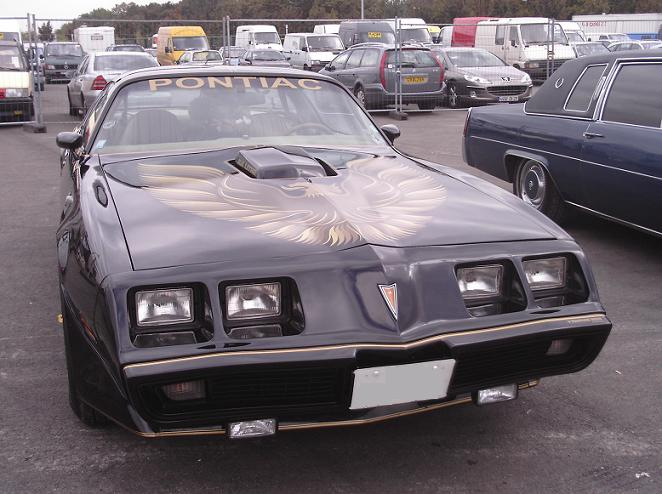

L'année du succès, il ne se vendra jamais autant de Firebird qu'en 1979. La face avant est à nouveau remodelée, cette fois-ci elle est un peu plus profilée, les quatre phares sont séparés et les grilles d'aération sont en bas. L'étude de départ prévoyait des feux rabattables, mais les délais n'ont pas permis cet ajout qui sera reporté à 1982. Le « Screaming Eagle » est redessiné, plus détaillé, plus grand, plus de couleur et la tête vers la gauche. L'arrière a aussi subi un petit lifting, les feux arrière sont en une partie striée sur toute la largeur de la voiture. La plaque d'immatriculation est descendue dans le pare-chocs. Le becquet arrière change aussi légèrement, les profils ne sont plus triangulaires mais carrés.
Le moteur de base de la Trans Am devient le 403 de chez Oldsmobile, le 400 Pontiac étant l'option performance. Les 400 étaient des blocs 481988 identiques à ceux produits avant 1975, donc plus solides et tous équipés du pack W72. Il n'était disponible qu'avec la boite manuelle à quatre rapports.
La « Special Edition » (RPO Y84) est toujours au catalogue, mais la superbe « 10th Anniversary » (RPO Y89) est dévoilée avec sa peinture gris métal et anthracite sur le dessus ainsi que son intérieur cuir et vinyle couleur argent. Elle sera la première Firebird à dépasser les 10 000 dollars. Une somme très élevée à l'époque. Malgré cela, elle se vendit très bien et plus de 7 000 furent produites.
Une version break de chasse unique redessinée par Pininfarina est présentée au public, la Kammback. Elle ne sera pas produite.
- À - V6 231 ci, carburateur double-corps, 115 ch (LD5)
- Y - V8 301 ci, carburateur double-corps, 135 ch (L27)
- W - V8 301 ci, carburateur 4 corps, 150 ch (L37) - 170 ch avec le Performance Package W72
- G - V8 305 ci, carburateur 4 corps, 155 ch (LG3) - Californie uniquement
- L - V8 350 ci, carburateur 4 corps, 155 ch (LM1) - Haute Altitude uniquement
- Z - V8 400 ci, carburateur 4 corps, W72 220 ch (L78)
- K - V8 403 ci, carburateur 4 corps, 185 ch (L80)

### 1980

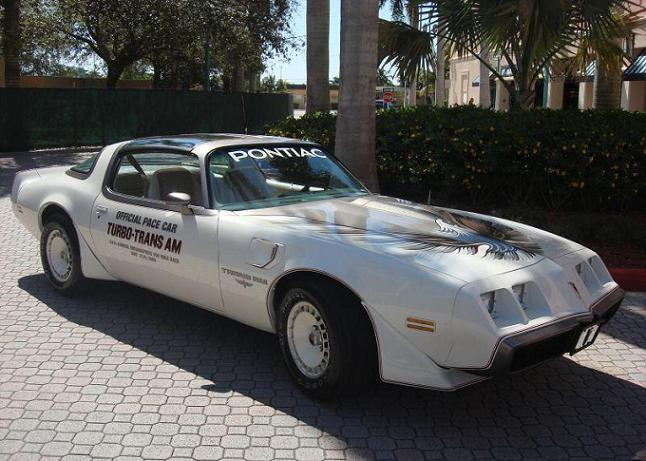
Une Trans Am Daytona Pace Car de 1980

Les prix de la Firebird s'envolent, avec une augmentation de 20 % en moyenne.
C'est la fin de l'ère des grosses cylindrées, un nouveau moteur est proposé : le V8 301 ci Pontiac (4,9 L) à carburateur quatre corps, mais suralimenté par un turbo ; il remplace les blocs 400 ci Pontiac (6,6 L) et 403 ci Oldsmobile (6,6 L). Ce moteur développe 210 chevaux. Les Trans Am et les Formula pouvaient en être équipées. Seules 1 245 Formula Turbo furent produites en 1980. Ces modèles Turbo étaient dotés d'un capot spécifique et d'un « Screaming Eagle » légèrement redessiné. La protubérance de ce capot laissait apparaître un compteur à trois voyants lumineux affichant le niveau de boost du Turbo. Un stock limité força la production d'une simple plaque pour combler l'absence du ces voyants qui étaient réservés en priorité aux éditions spéciales.La Firebird Esprit Redbird est remplacée par la Yellow Bird (RPO W73). La version « 10th Anniversary » est remplacée par la « Indy Pace Car » (RPO Y85) de couleur blanche et anthracite métallisé, et à l'intérieur gris complété par des sièges blancs en tissu Hobnail et cuir. Une version réduite du V8 301 est proposée sur tous les modèles sauf la Trans Am, le V8 265 ci.
- A - V6 231 ci, carburateur double-corps, 110 ch (LD5)
- S - V8 265 ci, carburateur double-corps, 120 ch (L39)
- Y - V8 301 ci, carburateur double-corps, 135 ch (L27)
- W - V8 301 ci, carburateur 4 corps, 150 ch (L37) - 170 ch avec le Performance Package W72
- H - V8 305 ci, carburateur 4 corps, 150 ch (LG4)
- T - V8 301 ci, carburateur 4 corps, Turbo, 210 ch (LU8)

### 1981

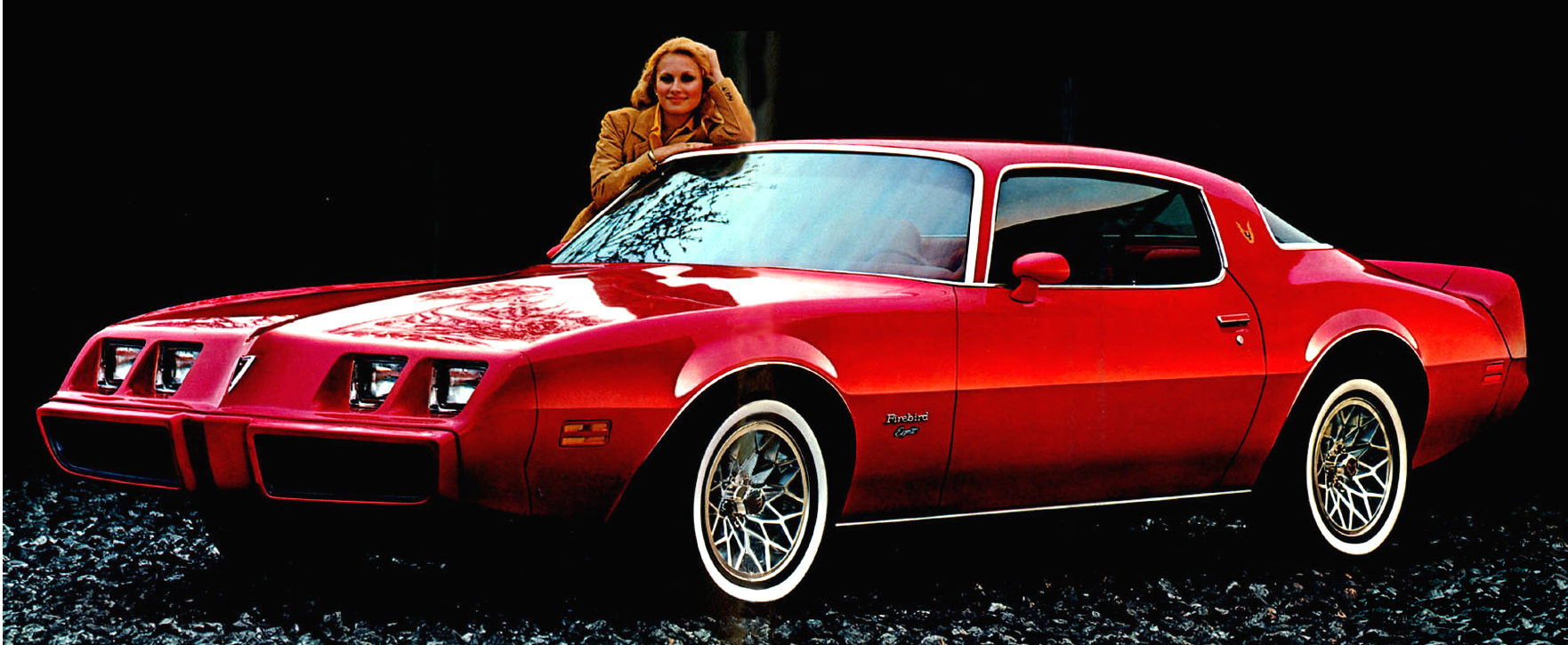
Photo promotionnelle de la brochure Pontiac de 1981 représentant une Firebird Esprit.

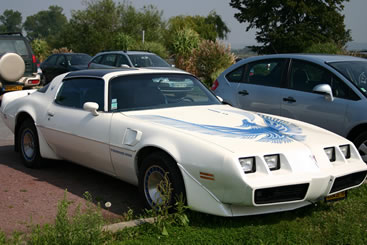

Pour cette dernière année de la seconde génération, le changement le plus important est l'ajout d'un ECM (calculateur de bord). Très primitif, il contrôlait essentiellement les débits du carburateur électronique et l'avance à l'allumage en se basant sur les données de diverses sondes afin d'améliorer encore l'efficacité. L'aigle de capot change pour un modèle plus discret d'une seule couleur mais gardant le même dessin. Le tissu Hobnail est remplacé par un tissu strié. La Daytona Pace Car blanche et noire avec son intérieur rouge et noir et ses sièges Recaro est l'édition spéciale de cette année (RPO Y85).
Le V8 301 ci atmosphérique Pontiac (4,9 L), le V8 305 ci (5,0 L) et le V6 265 ci (4,3 L) n'évoluent pas sauf le V8 301 ci Turbo (4,9 L) qui perd 5 chevaux, passant de 210 chevaux à 205 chevaux. Malgré ses défauts, les performances des Turbo Trans Am et Turbo Formula sont très intéressantes ; le 0 à 100 km/h est effectué en 6,8 secondes, les 400 mètres en 15 secondes.
Le V6 231 ci (3.8L) est proposé en cours d'année sur la Formula.
La production de la troisième génération débute en novembre 1981.
- A - V6 231 ci, carburateur double-corps, 110 ch (LD5)
- S - V8 265 ci, carburateur double-corps, 120 ch (L39)
- Y - V8 301 ci, carburateur double-corps, 135 ch (L27)
- W - V8 301 ci, carburateur 4 corps, 150 ch (L37) - 170 ch avec le Performance Package W72
- H - V8 305 ci, carburateur 4 corps, 150 ch (LG4)
- T - V8 301 ci, carburateur 4 corps, Turbo, 205 ch (LU8)

|      | Firebird | Esprit | Formula | Trans Am | Total   |
| ---- | -------- | ------ | ------- | -------- | ------- |
| 1970 | 18 874   | 18 961 | 7 708   | 3 196    | 48 739  |
| 1971 | 23 021   | 20 185 | 7 802   | 2 116    | 53 124  |
| 1972 | 12 000   | 11 415 | 5 250   | 1 286    | 29 951  |
| 1973 | 14 096   | 17 249 | 10 116  | 4 802    | 46 263  |
| 1974 | 26 372   | 22 583 | 14 519  | 10 255   | 73 729  |
| 1975 | 20 826   | 22 293 | 13 670  | 27 274   | 84 063  |
| 1976 | 22 252   | 21 209 | 20 613  | 46 704   | 110 778 |
| 1977 | 34 548   | 30 642 | 21 801  | 68 745   | 155 736 |
| 1978 | 36 926   | 32 272 | 24 346  | 93 341   | 186 885 |
| 1979 | 38 642   | 30 853 | 24 851  | 117 108  | 211 274 |
| 1980 | 17 277   | 29 811 | 9 356   | 50 896   | 107 340 |
| 1981 | 10 938   | 20 541 | 5 927   | 33 493   | 70 899  |

## Troisième génération
La troisième génération n'avait plus grand chose en commun avec les deux précédentes. Née bien après la crise pétrolière, sa conception était de fait complètement différente. Elle était plus légère et plus aérodynamique. La coque est alors en une seule partie, l'ensemble était donc plus rigide. Les phares se rabattent, le pare-brise est plus profilée. Elle fut testée en soufflerie lors des tests.
Les moteurs étaient contrôlés par l'ordinateur de bord pour améliorer les performances et rendre la voiture plus économique et moins polluante. C'est cette voiture qui fut utilisée pour KITT dans la série télévisée K 2000.
Les versions changent partiellement, les Firebird Esprit et Formula disparaissent mais reste la Trans Am. La Formula réapparaîtra au bout de quelques années. Une autre est créée, la Firebird S/E.
Les différents modèles :
- Firebird : version de base qui ne disposait que de peu d'options et des plus petits moteurs
- Firebird S/E : modèle intermédiaire qui pouvait recevoir toutes les options de la Trans Am mais pas ses meilleurs moteurs.
- Formula : Réinsertion du modèle de la seconde génération dès 1987
- Trans Am : version sportive, meilleurs moteurs et multiples options disponibles.
- Trans Am GTA : dérivée de la Trans Am sortie en 1987
- Trans Am Turbo : modèle conçu en 1989 pour les 20 ans de la Trans Am équipé du V6 Buick 231 ci Turbo.

### 1982
Cette troisième génération de la Firebird est moins agressive que les autres, avec une ligne plus fluide et plus discrète. C'est une des Firebird les plus célèbres puisque celle-ci a été utilisée dans la série K2000.
Cette première année pour la troisième génération de la Firebird annonce l'arrivée de l'injection dans les moteurs et comme moteur de base le très moyen quatre-cylindres OHV « Iron Duke » 141 ci (2,5 L) de seulement 90 ch. Ce moteur sera le seul moteur de moins de 100 ch utilisé dans les Firebird. Heureusement, la plupart des acheteurs optèrent pour le V6 à carburateur double-corps de chez General Motors de 173 ci (2,8 L) développant 112 ch. Le V8 standard était le 305 ci (5,0 L) à carburateur 4-corps de 145 ch pour la gamme S/E. Il pouvait être accouplé à une boîte manuelle à quatre rapports ou une automatique à trois vitesses.
Le moteur optionnel des Trans Am était le V8 305 ci « Cross-Fire » à injection (le système de la Chevrolet Corvette de la même année) qui lui permettait de développer 175 ch. Seule la boîte automatique trois vitesses pouvait être choisie avec ce moteur. Un système électrique sous la bosse du capot ouvrait une trappe qui laissait entrer l'air frais directement dans le boitier de filtre à air à partir d'un certain régime.
- 2 - L4 2,5 L EFI 90 ch (LQ9)
- 2 - L4 2,5 L, carburateur double-corps, 92 ch (LQ8) - Canada uniquement
- 1 - V6 2,8 L, carburateur double-corps, 112 ch (LC1)
- H - V8 5,0 L, carburateur 4 corps, 145 ch (LG4)
- 7 - V8 5,0 L CFI 175 ch (LU5)

### 1983
Il y eut assez peu de changements par rapport à l'année précédente : le levier de vitesse et l'indicateur de vitesse sont modifiés pour la boîte de vitesses TH700-R4 avec overdrive. Les sièges optionnels PMD sont remplacés par des sièges au dessin plus classique avec un appui-tête amovible. Pour un coût supplémentaire, ils pouvaient être remplacés par des sièges Lear Siegler ajustables en six points (appui-tête, cuisses, genoux, dos, inclinaison, distance au tableau de bord) également disponible en cuir.
Une autre mouture du V8 305 ci remplacera le modèle V8 LU5 Crossfire en fin d'année. C'est le L69 « High-Output » à carburateur développant 190 ch et qui pouvait recevoir une boîte manuelle cinq rapports. Pour gagner quarante cinq chevaux, le LG4 dut subir de nombreuses modifications : arbre à cames de Corvette Crossfire de 1982, taux de compression de 9.5:1, piston à tête plate, collecteurs d'échappement de plus gros diamètre précédant une ligne d'échappement dans la même veine et un carburateur réglé différemment. Ce moteur offrait également un compte-tour gradué à 8 000 tr/min et une jauge de pression d'huile pouvant monter jusqu'à 80 psi. Toutes les Trans Am adoptèrent le système induction d'air du modèle CFI. Le boitier de filtre à air avait une ouverture sur le dessus pour permettre à l'air d'entrer par la bosse du capot.
La Firebird fut aussi cette année choisie comme Pace car de Daytona 500 et Pontiac en sortit 500 répliques pour ses points de vente. Cette version disposait d'un kit carrosserie spécifique, d'une peinture blanche/anthracite, de jantes Aero uniques de 15 pouces avec des enjoliveurs lissés ou des jantes Turbo à rayons en aluminium, des sièges Recaro cuir/suédine.
- 2 - L4 2,5 L EFI 90 ch (LQ9)
- 2 - L4 2,5 L, carburateur double-corps, 92 ch (LQ8) - Canada uniquement
- 1 - V6 2,8 L, carburateur double-corps, 105 ch (LC1)
- L - V6 2,8 L, carburateur double-corps, HO 135 ch (LL1) - S/E uniquement
- H - V8 5,0 L, carburateur 4 corps, 145 ch (LG4)
- S - V8 5,0 L CFI 175 ch (LU5)
- 7 - V8 5,0 L, carburateur 4 corps, HO 190 ch (L69)

### 1984
Le kit carrosserie de la réplique de la Pace car fut adaptée cette année pour les Trans Am, mais les grilles de la face avant étaient ici remplacées par des pièces pleines. À cela pouvaient s'ajouter de nouvelles jantes 15 pouces nommées « Hi-Tech » (RPO N78) d'une forme assez complexe. Elles resteront au catalogue jusqu'à la fin de la production de la troisième génération.
Pour les quinze ans de la Trans Am, Pontiac sortit une édition spéciale utilisant la même carrosserie que les répliques de la Pace Car de 1983 mais cette fois totalement blanche avec des décalcomanies de couleur bleue. Des touches de blanc étaient ajoutées aux arêtes des feux arrière. Elle était montée sur des jantes Hi-Tech 16 pouces en aluminium et des pneus Goodyear p. 245/50VR16. Elles étaient toutes équipées des suspensions et de la direction améliorée WS6. Cette édition subit d'autres modifications, telles que des sièges Recaro gris et blanc, un volant, une pochette à gants et un levier de vitesse blancs, des jantes blanches et des T-Tops.
En 1984, la Trans Am équipée du kit Aero était la voiture la plus aérodynamique du monde, avec un Cx de 0,32, qui pouvait descendre à 0,29 avec les jantes standard et leurs enjoliveurs en forme de boule de bowling.
- 2 - L4 2,5 L EFI 90 ch (LQ9)
- 2 - L4 2,5 L, carburateur double-corps, 92 ch (LQ8) - Canada uniquement
- 1 - V6 2,8 L, carburateur double-corps, 107 ch (LC1)
- L - V6 2,8 L, carburateur double-corps, HO 135 ch (LL1) - S/E uniquement
- H - V8 5,0 L, carburateur 4 corps, 150 ch (LG4) - S/E
- G - V8 5,0 L, carburateur 4 corps, HO 190 ch (L69)

### 1985

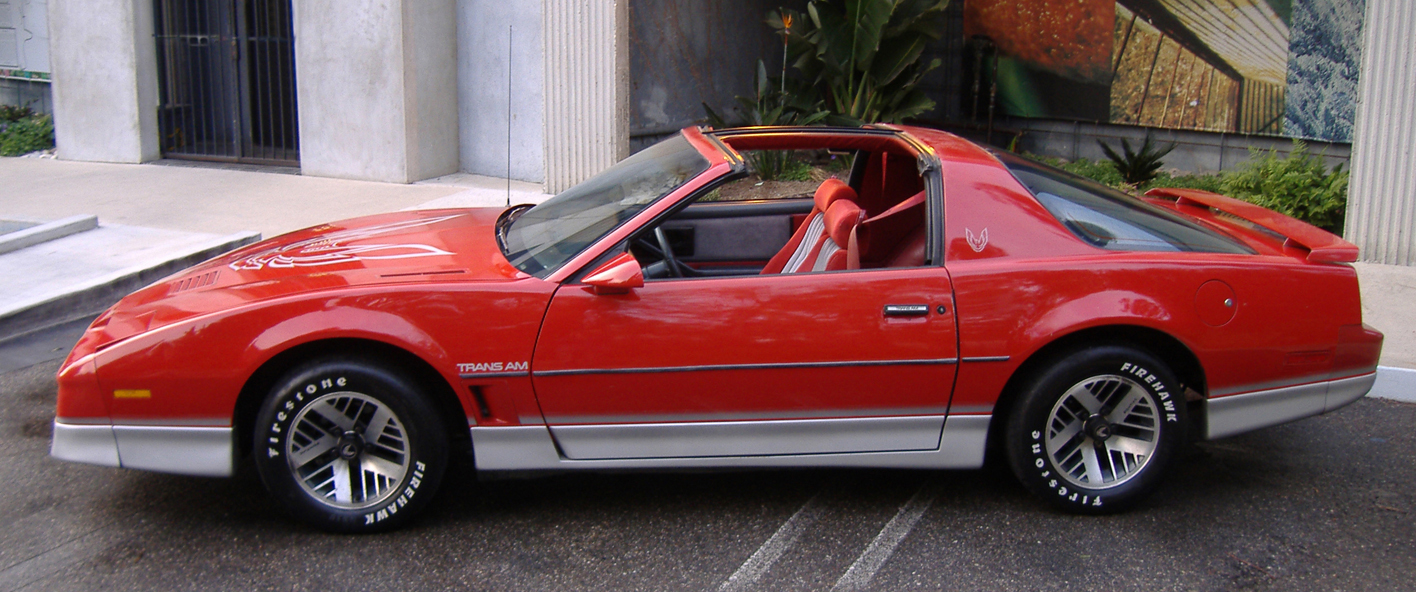
Pontiac Trans Am de 1985.

Le pare-chocs avant est modifié pour être affublé de « bumperettes » en lieu et place des grilles factices. Ces épaisses pièces de caoutchouc noir se prolongeaient sur le côté du pare-chocs. L'arrière reçut le même traitement. Le capot « Turbo » est également remplacé par un capot doté de deux entrées d'air factices à l'avant et de deux extracteurs sur les côtés près du pare-brise. Le S/E reçoivent le même capot mais sans les extracteurs. Les Firebird de base conservent les feux arrière de l'année précédente, mais les S/E et Trans Am reçoivent de tout nouveaux feux, plus arrondis.
Mais c'est à l'intérieur qu'il y a le plus de changement. Les plastiques noirs sont remplacés par du gris foncé de meilleure qualité, aux bords plus arrondis. Les boutons sont mieux intégrés. La console centrale est complètement modifiée, le dessin est plus fluide.
L'absence du V8 injection depuis 1983 est corrigée par l'ajout du V8 LB9 TPI (Tuned Port Injection), qui lui permettait d'atteindre les 215 ch mais qui ne pouvait pas recevoir de boîte manuelle. Le V6 LC1 à carburateur de 107 ch fut remplacé par une version à injection multi points de 135 ch. La Trans Am quant à elle était équipée en standard des bas de caisse Aero, mais cette fois-ci plus épais. Elle pouvait aussi être équipée de cadrans digitaux.
- 2 - L4 2,5 L EFI 90 ch (LQ9)
- 2 - L4 2,5 L, carburateur double-corps, 92 ch (LQ8) - Canada uniquement
- 1 - V6 2,8 L TPI 135 ch (LB8)
- H - V8 5,0 L, carburateur 4 corps, 165 ch (LG4)
- G - V8 5,0 L, carburateur 4 corps, HO 190 ch (L69)
- F - V8 5,0 L TPI 215 ch (LB9)

### 1986

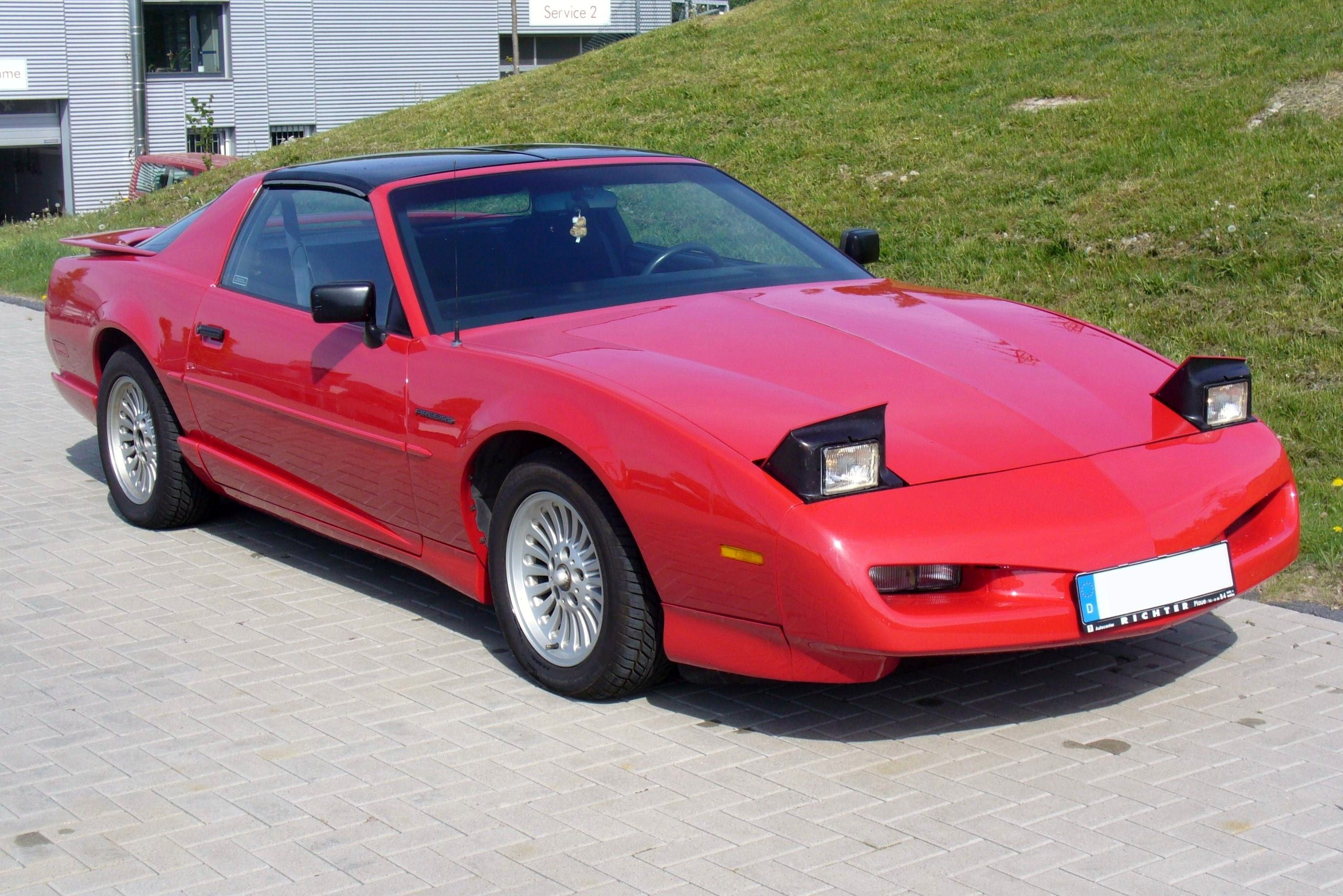
Pontiac Firebird 1991.

Comme requis par la législation fédérale, toutes les Firebird de 1986 reçurent le feu stop central monté à l'extérieur sur la partie haute du hayon. Le quatre cylindres de 2,5 L de base est retiré de la liste des moteurs pour être remplacé par le V6 2,8 L MFI. Le modèle Firebird S/E disparaît à son tour. Un nouvel aileron est ajouté aux options de la Trans Am, il est en caoutchouc et fait le tour du hayon mais disponible uniquement en noir. Les jantes à rayons en aluminium sont apparues en milieu d'année.
Seulement vingt-six Trans Am équipées du V8 305 Hi-Output (L69) sortirent des chaînes de montage. Il est retiré des options l'année suivante.

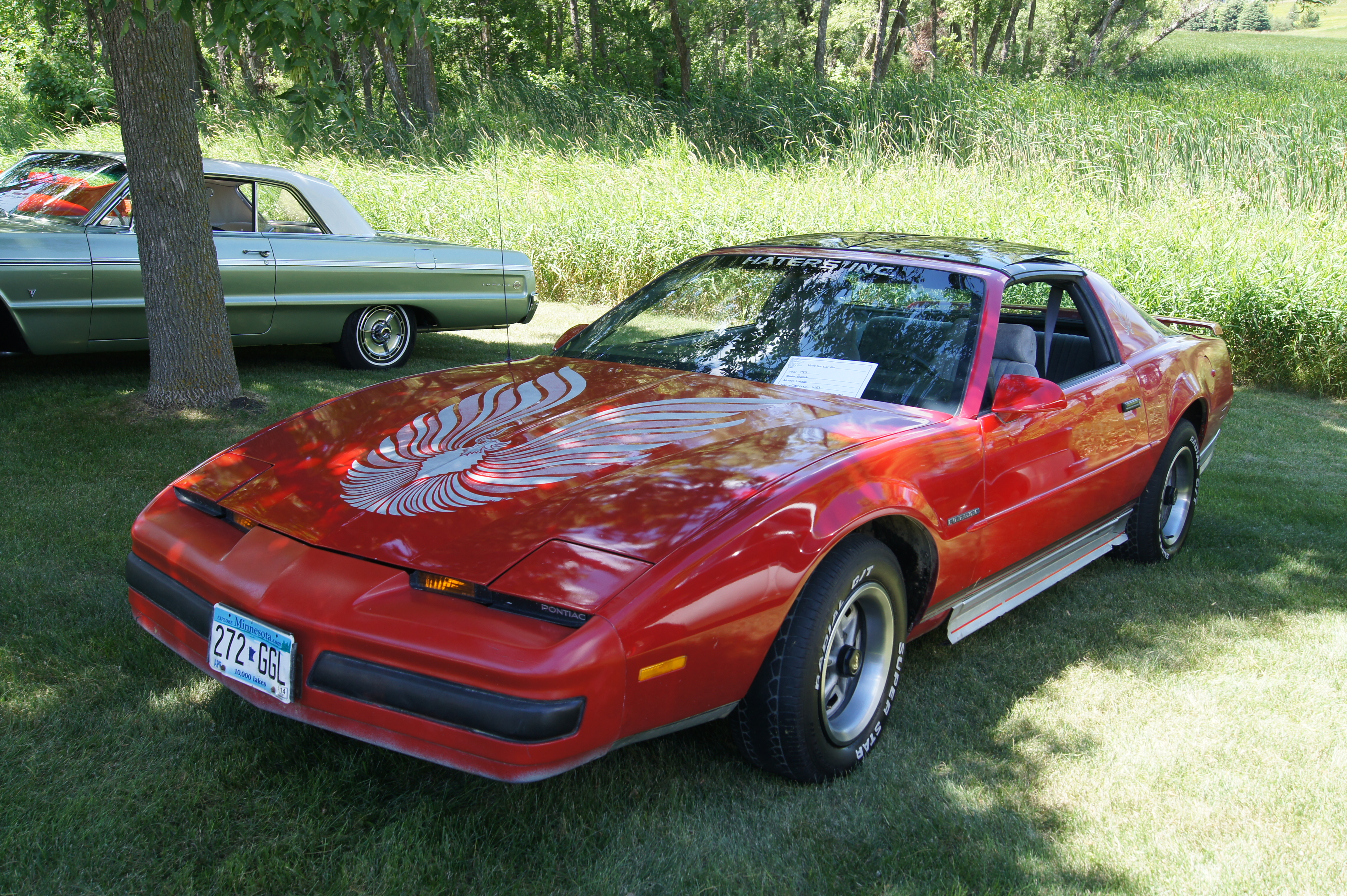
Pontiac Firebird de troisième génération (1987).

La peinture classique « brillant direct » est remplacée par une peinture en deux étapes, couche de base et vernis.
En 1991 un restylage change la physionomie du véhicule qui passe de lisse et futuriste à agressif, avec un spoiler doté d'entrées d'air au style affirmé.
- S - V6 2,8 L TPI 135 ch (LB8)
- H - V8 5,0 L, carburateur 4 corps, 155 ch (LG4)
- G - V8 5,0 L, carburateur 4 corps, HO 190 ch (L69)
- F - V8 5,0 L TPI 215 ch (LB9)

|      | Firebird | S/E    | Trans Am | Total   |
| ---- | -------- | ------ | -------- | ------- |
| 1982 | 41 683   | 21 719 | 52 962   | 116 364 |
| 1983 | 32 020   | 10 934 | 31 930   | 74 884  |
| 1984 | 62 621   | 10 309 | 55 374   | 128 304 |
| 1985 | 46 644   | 5 208  | 44 028   | 95 880  |
| 1986 | 59 334   | 2 259  | 48 870   | 110 465 |

|      | Firebird | Formula | Trans Am | GTA    | Total  |
| ---- | -------- | ------- | -------- | ------ | ------ |
| 1987 | 42 058   | 13 164  | 21 788   | 11 102 | 88 612 |
| 1988 | 28 473   | 13 475  | 8 790    | 11 214 | 62 445 |

|      | Firebird | Cabriolet        | Formula | Trans Am | GTA   | Trans Am Cabriolet | Trans Am Turbo | Total  |
| ---- | -------- | ---------------- | ------- | -------- | ----- | ------------------ | -------------- | ------ |
| 1989 | 31 876   | 396 T/A incluses | 16 670  | 5 701    | 8 081 | 396 T/A incluses   | 1 555          | 64 409 |
| 1990 | 12 612   |                  | 4 834   | 1 056    | 1 447 |                    |                | 20 553 |
| 1991 | 37 162   | 950              | 5 490   | 3 452    | 2 915 | 555                |                | 51 184 |
| 1992 | 22 499   | 1 265            | 1 017   | 969      | 508   | 663                |                | 27 569 |

## Quatrième génération

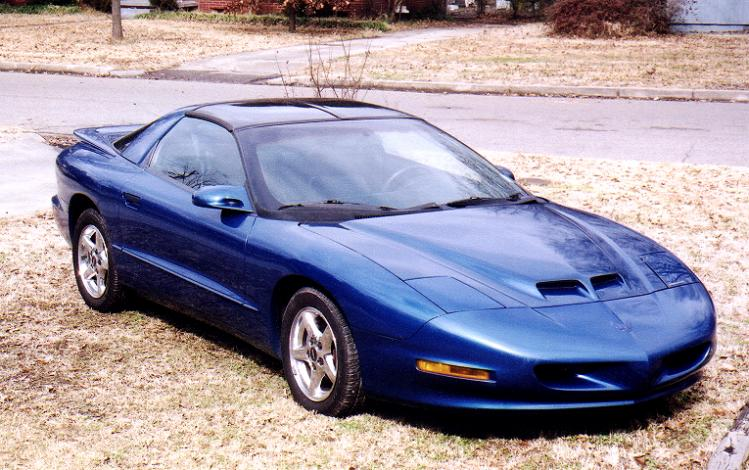
Pontiac Firebird Formula 1996.

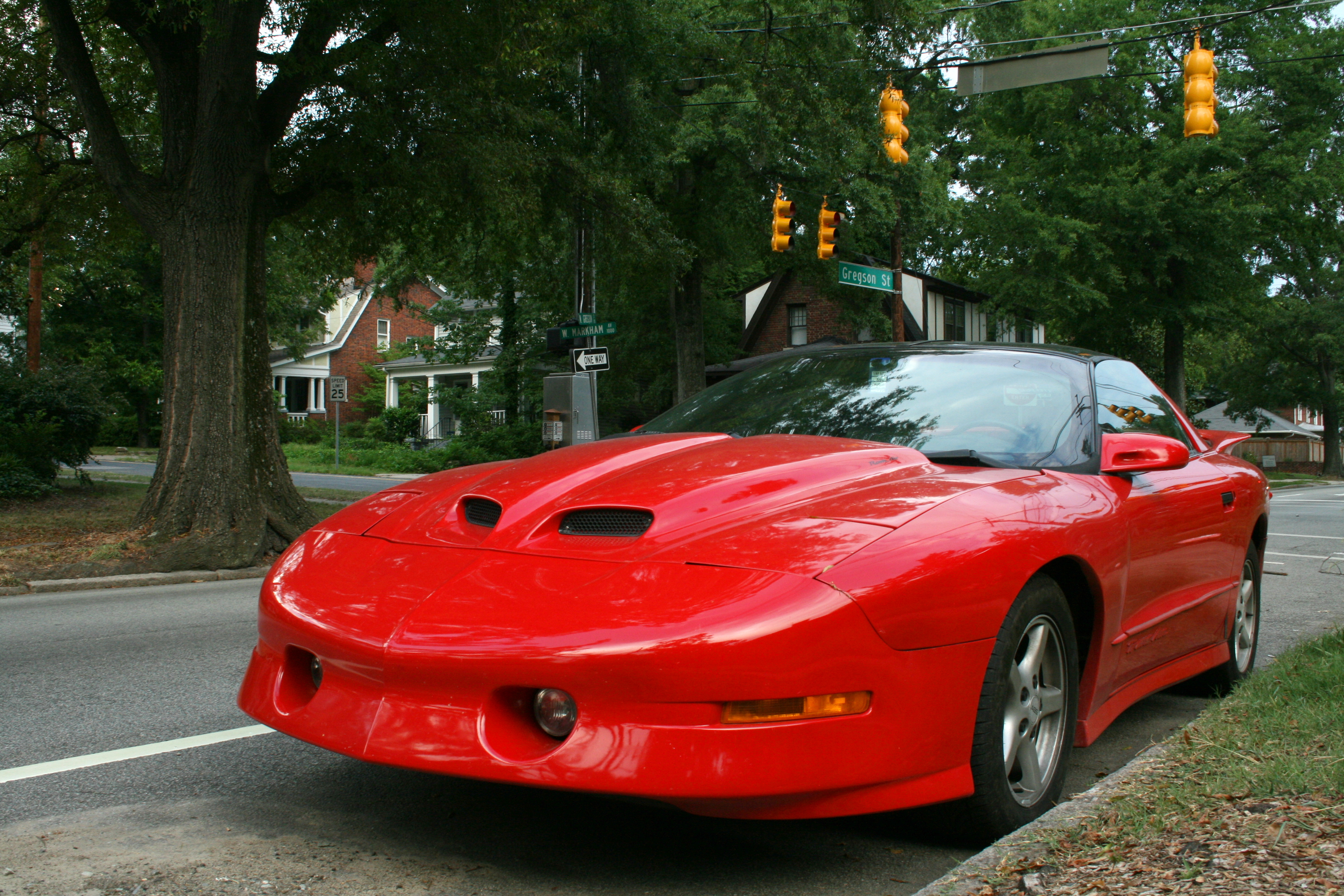
Pontiac Firebird 1997.

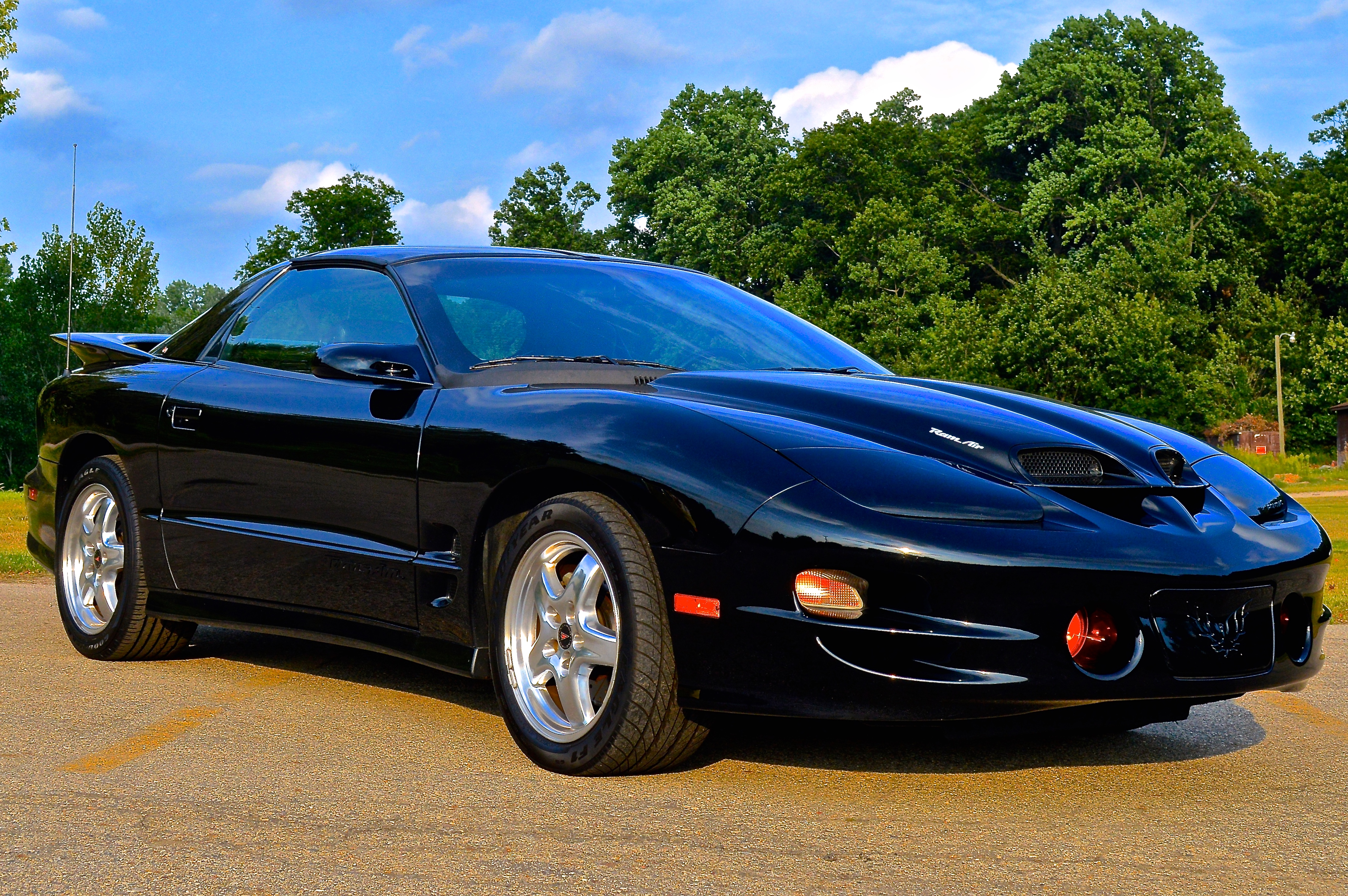
Pontiac Firebird Trans Am 2002.

La quatrième génération continuera et perfectionnera l'aérodynamisme de la troisième génération de même que les phares en « frog eyes ». La dernière génération utilisera deux moteurs : le V8 5,7 L LT1 (350 ci) de 280 ch et le V8 5,7 L LS1 (346 ci) de 305 ch. Le moteur LT1 sera utilisé de 1993 à 1997 pour laisser place au LS1 de 1998 à 2002.
|           | RPO | Caractéristiques  | Puissance |
| --------- | --- | ----------------- | --------- |
| 1993-1995 | L32 | V6 207 ci (3,4 L) | 160 ch    |
| 1996-2002 | L36 | V6 231 ci (3,8 L) | 200 ch    |
| 1993-1997 | LT1 | V8 350 ci (5,7 L) | 280 ch    |
| 1998-2002 | LS1 | V8 350 ci (5,7 L) | 305 ch    |

## Cinquième génération
À la suite de l'annonce de la sortie d'une cinquième génération de Chevrolet Camaro, la rumeur d'une renaissance de la Firebird circula, bien que Pontiac n'ait jamais officiellement annoncé sa volonté de lui rendre vie. Rumeur ou pas, cette cinquième génération de Firebird ne devait jamais voir le jour : en avril 2009, GM en faillite annonce l'abandon de la marque Pontiac.
Toutefois, Trans Am Depot et Hurst Performance ont redonné vie à la Trans Am en 2012. Ils ont pris une Camaro et l'ont modifiée pour qu'elle ait le look de la deuxième génération (1977-1978).

## Filmographie
- La Louve solitaire (1968) : 1968 Pontiac Firebird rouge
- Le Canardeur (1973) : 1973 Pontiac Trans-Am
- Un silencieux au bout du canon (John Wayne) (1974) : 1973 Pontiac Trans-Am
- Cannonball! (1976) : 1970 Pontiac Firebird Trans Am rouge
- Cours après moi shériff (1977) : 1977 Pontiac Trans-Am SE
- Rocky II (1979) : 1979 Pontiac Firebird Trans-Am
- Le chasseur (Steve Mc Queen) (1980): 1978 Pontiac Trans-Am SE
- Tu fais pas le poids, shérif ! (1980) : 1980 Pontiac Trans-Am SE - IMDB
- Tonnerre de Feu (Blue Thunder) (1983) : 1980 Pontiac Trans-Am SE
- Smokey and the Bandit Part 3 (1983) : 1982 Pontiac Trans-Am SE - IMDB
- 200 dollars plus les frais (1974-1980) : 1974/1976/1977 Pontiac Firebird Esprit Gold
- K 2000 (1982-1986) : 1982 Pontiac Trans-Am
- Police Academy (1984) : 1980 Pontiac Trans-Am blanche
- Color of Night (1994) : Pontiac Firebird 1978 rouge
- Le Flic de San Francisco (1997) : 1996 Pontiac Trans-Am LT1 cabriolet
- Ennemi d'État (1998) : 1970 Pontiac Firebird Formula
- Detroit Rock City (1999): 1978 Pontiac Firebird Trans-Am or
- American Beauty (1999) : 1970 Pontiac Firebird Formula
- Funky Cops (à partir de 2002) : Pontiac Firebird Trans-Am rouge
- Bad Boys II (2003) : 1979 Pontiac Firebird Trans-Am bleue
- Matrix Reloaded (2003) : 1967 Pontiac Firebird noire (poursuite sur l'autoroute)
- Kill Bill Vol. 2 (2004) : 1979 Pontiac Firebird Trans-Am
- Fast and Furious 4 (2009) : 1978 Pontiac Firebird Trans-Am
- Redline (2010) : Pontiac Firebird Trans-Am
- Submerged (2014) : Pontiac Firebird 1968
- Booksmart (2019) : Pontiac Firebird 1977
- Ça : Chapitre 2 (2019) : 1979 Pontiac Firebird Trans-Am

Les Firebird Formula 1970 dEnnemi d'État et dAmerican Beauty ne sont qu'une seule et même voiture qui était en fait une simple Firebird de couleur verte avant d'être vendue aux studios, où elle fut repeinte en rouge et équipée comme une Formula.

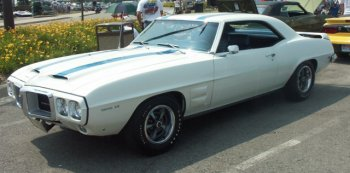
Trans Am 1969.
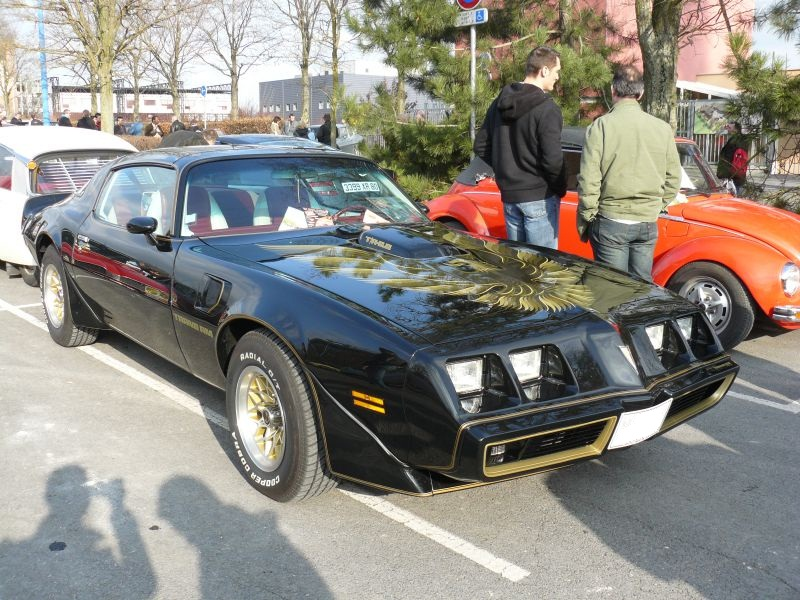
Pontiac Trans Am Special Edition.
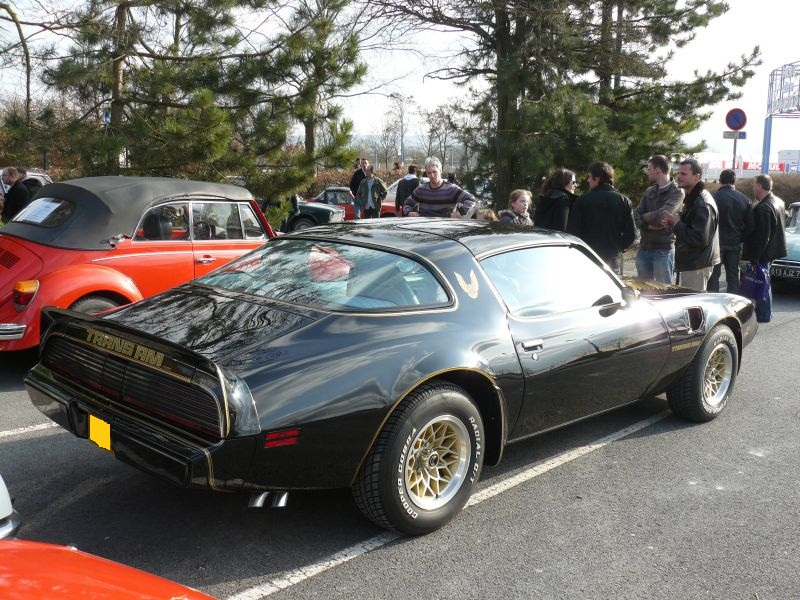
Pontiac Trans Am Special Edition.
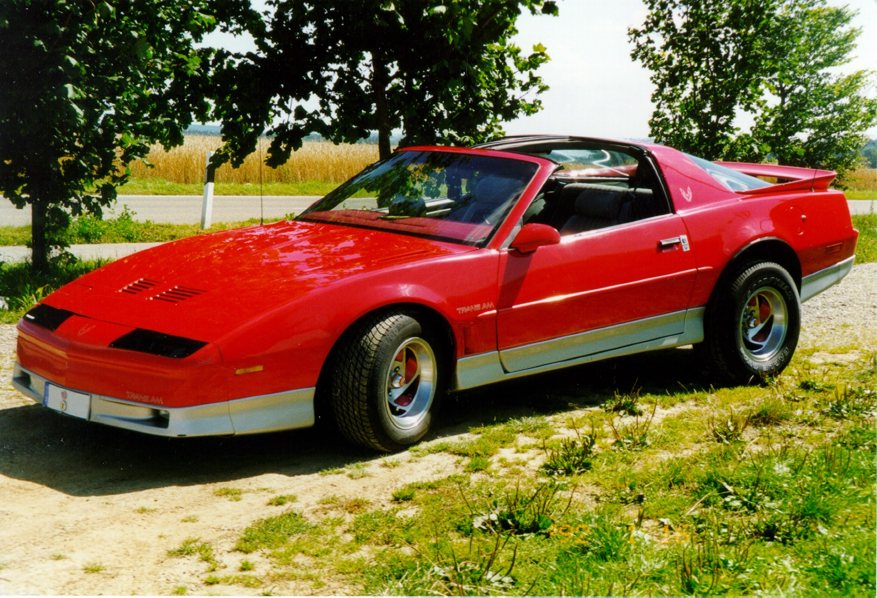
Trans Am 1989.
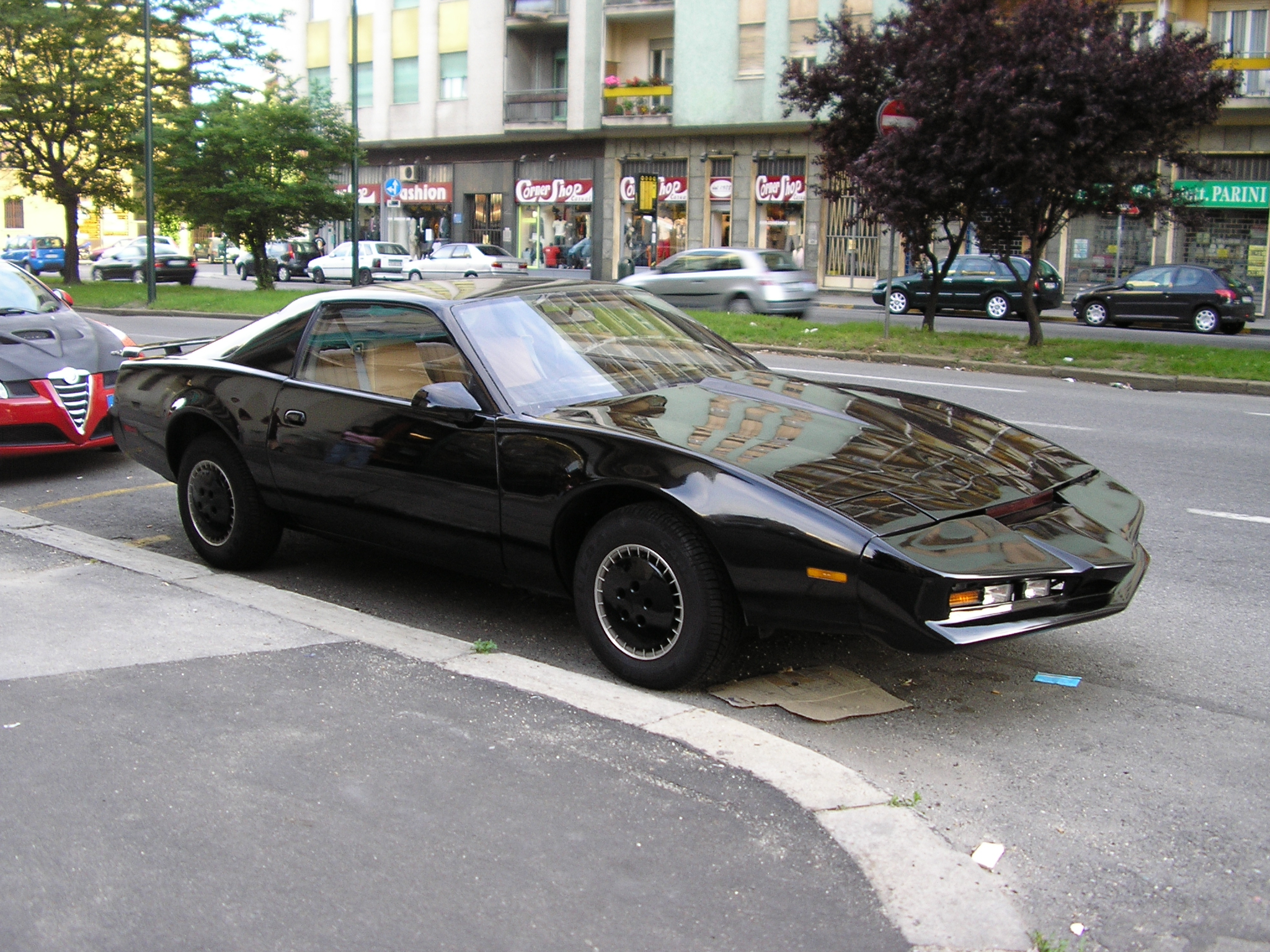
Trans Am transformée en K 2000.